# Inquisition

Wappen der Spanischen Inquisition: Neben dem Kreuz als Symbol für den geistlichen Charakter der Inquisition halten Olivenzweig und Schwert die Waage, wodurch das Gleichgewicht zwischen Gnade und Strafe angedeutet werden sollte.

Als Inquisition (lateinisch inquisitio ‚Untersuchung‘) werden ein juristisches Prozessverfahren (Inquisitionsverfahren) sowie damit arbeitende Institutionen bezeichnet, die im Spätmittelalter und der Frühneuzeit zur Bekämpfung von Häresie dienten. Der Vorsitzende eines Inquisitionsgerichts heißt Inquisitor.
Die Inquisition wirkte von ihrem Entstehen Anfang des 13. Jahrhunderts bis zu ihrem weitgehenden Verschwinden Ende des 18. Jahrhunderts hauptsächlich als Instrument der römisch-katholischen Kirche zur erleichterten Aufspürung, Bekehrung oder Verurteilung von Häretikern, wofür im Spätmittelalter eine neue Form von Gerichtsverfahren, das Inquisitionsverfahren, entwickelt wurde. Die Hauptphase des Entstehens der Inquisition fällt in die erste Hälfte des 13. Jahrhunderts. Neben dem damaligen Verbrechen der Häresie konnten durch die Inquisition auch andere Straftatbestände verfolgt werden, vor allem wenn sie Fragen des Glaubens berührten wie etwa Blasphemie oder Magie. Bei der vor allem von weltlichen Herrschern mitgetragenen Hexenverfolgung in der Frühen Neuzeit spielte die Inquisition eine untergeordnete Rolle. Die Kirche sah die Anwendung der Inquisition gegen Häretiker mit Verweis auf Bibeltexte  oder Texte kirchlicher Autoritäten legitimiert.
Die mittelalterliche Inquisition besaß keine eigene übergeordnete Behörde und war keine permanent aktive Erscheinung. Die Inquisition wurde dort tätig, wo es von kirchlicher Seite als notwendig erachtet wurde und die Voraussetzungen dazu erfüllt waren. Sie kam deshalb zu verschiedenen Zeiten in verschiedenen Gebieten vor allem Süd- und Mitteleuropas zum Einsatz und wurde von unterschiedlichen Organen der Ständegesellschaft mit manchmal unterschiedlicher Motivation mitgetragen. Der Einsatz der Folter bei Verhören variierte, ebenso das Ausmaß der Verhängung von Todesstrafen. Den Vorsitz bei einem kirchlichen Inquisitionsverfahren führten als Inquisitoren in erster Linie Bischöfe oder Ordensgeistliche. In der Frühen Neuzeit änderte sich die Gestalt der Inquisition: Sie wurde in Spanien, Italien und Portugal institutionalisiert und in staatliche Strukturen gebettet und kam seither fast nur noch im Machtbereich der dortigen Herrscher zur Anwendung. Zu Beginn der Neuzeit wurden auch Protestanten durch die Inquisition verfolgt.

## Begriff
Grundsätzlich zu unterscheiden ist zwischen der Inquisition und dem ihr zugrunde liegenden Inquisitionsverfahren. Zwar wurde das Inquisitionsverfahren zunächst als innerkirchliche Verfahrensform unter Papst Innozenz III. geschaffen, es kam jedoch nicht nur im kirchlichen Bereich zur Anwendung, sondern wurde während des Spätmittelalters in verschiedenen Variationen auch die Hauptform bei Strafverfahren der weltlichen Gerichtsbarkeit, etwa im Fall der venezianischen Staatsinquisition.
Die Inquisition wurde im Mittelalter als inquisitio haereticorum (Häretikerinquisition) bzw. als inquisitio haereticae pravitatis (Inquisition gegen häretische Verderbtheit) bezeichnet. Seit den 1240er Jahren wurde die Aufgabe der Inquisitoren als Amtstätigkeit begriffen und diese in der Folge mehrfach als officium inquisitionis bzw. sanctum officium (heiliges Amt) bezeichnet, weshalb seither gelegentlich auch von der Heiligen Inquisition gesprochen wird. Die neuzeitliche Römische Inquisition bezeichnete sich ab 1542 als Sacra Congregatio Romanae et universalis Inquisitionis und bildete die historische Vorläuferorganisation des heutigen Dikasteriums für die Glaubenslehre.

## Anwendungsbereich
Die mittelalterliche Inquisition verfolgte vorwiegend in Zentral- und Südeuropa in zeitlich unregelmäßigen Abständen Aktivitäten von Häretikern. 1569/70 erließ Philipp II. auch Dekrete zur Gründung ordentlicher Tribunale in Mittel- und Südamerika.
Zum Einsatz kam die mittelalterliche Inquisition besonders in Gebieten der heutigen Staaten Frankreich, Italien, Deutschland, Österreich, Tschechien und Polen. Die neuzeitliche Inquisition blieb im Wesentlichen auf die Einflussgebiete des Kirchenstaates sowie der spanischen und portugiesischen Herrscher konzentriert.
Verfolgungen ausgesetzt sahen sich hauptsächlich als häretisch eingestufte christliche Glaubensgemeinschaften, darunter die Amalrikaner, Apostelbrüder, Beginen und Begarden, Brüder und Schwestern des freien Geistes, Flagellanten, Fraticellen, Hussiten, Joachimiten, Katharer (Albigenser), Lollarden, Protestanten, Täufer, Waldenser, aber auch kleinere Gruppen oder einzelne Personen mit abweichenden Ansichten, etwa die Heilige Jeanne d’Arc (1412–1431), der Bußprediger Girolamo Savonarola (1452–1498) oder der Naturphilosoph Giordano Bruno (1548–1600). Die neuzeitlichen spanischen sowie portugiesischen Inquisitionsbehörden gingen in erster Linie gegen zum Christentum konvertierte Juden, sogenannte Conversos, oder konvertierte Muslime, die Moriscos, vor.
Vom Kernbereich der Häresie ausgehend, verfolgte die Inquisition auch weitere Verbrechen, sofern sie den Glauben berührten, wie Wucher, Magie, Hexerei, Gotteslästerung oder Sittlichkeits- bzw. Sexualverbrechen. Neben der kirchlichen Inquisition konnten die genannten Verbrechen auch durch landesherrliche oder städtische Gerichte verfolgt werden.

## Inquisitionsverfahren
Papst Innozenz III. (1161–1216) legte den Grundstein für die Entwicklung des Inquisitionsverfahrens, eine für das Mittelalter neue Form des Ermittlungs- und Strafprozesses. Ursprünglich vorgesehen war die Anwendung des Verfahrens zur Beseitigung innerkirchlicher Missstände. Das Inquisitionsverfahren entwickelte sich aber im Spätmittelalter, ausgehend von seiner Anwendung in der Häretikerinquisition, in verschiedenen Varianten zur vorherrschenden Prozessform sowohl in der geistlichen als auch der weltlichen Gerichtsbarkeit. Im Unterschied zum Akkusationsverfahren, der im Mittelalter bis zur Einführung des Inquisitionsverfahrens vorherrschenden Prozessform, erhob beim Inquisitionsverfahren nun nicht mehr eine Konfliktpartei Anklage, sondern ein obrigkeitlicher Ankläger, der gleichzeitig über Richtgewalt verfügte. Die Wahrheitsermittlung über den Weg rationaler Beweisführung stand im Vordergrund, wobei man sich insbesondere Zeugenaussagen bediente. Archaische Beweismittel wie Gottesurteile oder Reinigungseide waren nicht mehr zugelassen, die Prozessabläufe wurden bei Inquisitionsverfahren protokollarisch dokumentiert. Manche Elemente des Inquisitionsverfahrens stellen somit gegenüber dem Akkusationsverfahren eine Modernisierung dar.

## Vorgeschichte
Das Christentum vertrat im Gegensatz zu älteren Religionen als monotheistische Offenbarungsreligion einen universellen Wahrheits- und Exklusivitätsanspruch und war als Staatsreligion des Römischen Reiches in staatliche Gefüge gebettet. Die Idee der Einheit des Staates verband sich so mit der Idee der Einheit der Kirche, wodurch Glaubensabweichler nun auch in den Verdacht kamen, die römische Oberhoheit in Frage zu stellen. Häresie wurde zum Akt des „öffentlichen Aufruhrs“, deren Anhänger als Häretiker verfolgt und bestraft wurden.

### Umgang mit Häresie in der frühen Kirche

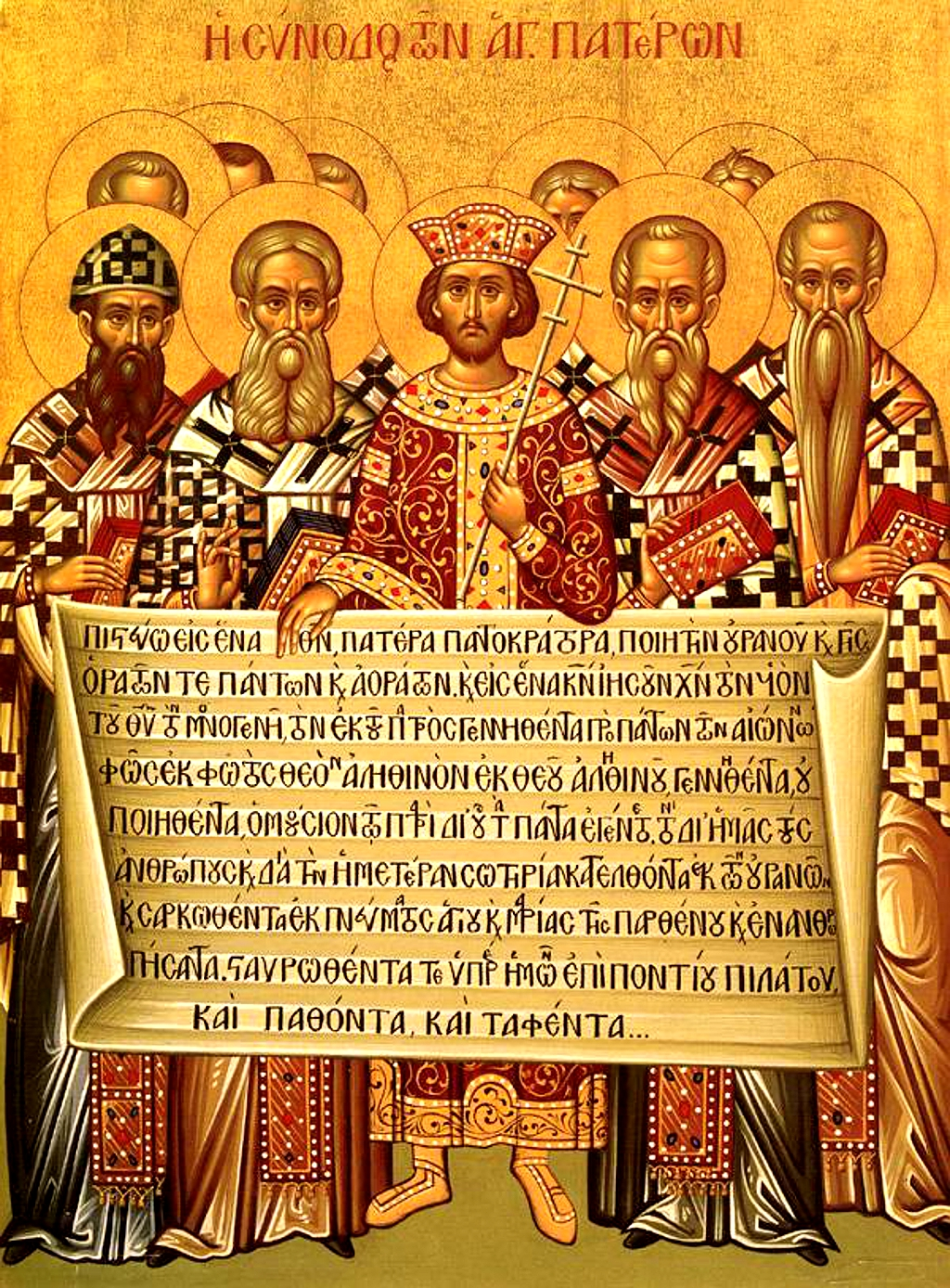
Ikone: Erste Synode von Nicäa unter Kaiser Konstantin (325). Der angezeigte Text ist nicht das Bekenntnis von Nicäa (325), sondern das liturgische, auf der Grundlage der Revision der Ersten Synode von Konstantinopel (381).

Bereits im 2. und 3. Jahrhundert gab es im Christentum einen gewissen Konsens darüber, was die allgemeine christliche Lehre sei, was als Variante akzeptiert werden könne und was als Lehre einer Randgruppe anzusehen sei, vgl. Irenäus von Lyon. Dennoch gab es zu allen Zeiten Gruppen, die ihrerseits die Ansicht vertraten, dass sie die einzigen wirklichen Christen seien (Marcion, Montanismus). Manche dieser christlichen Gemeinschaften standen auch anderen Religionen nahe (Gnosis, Manichäismus). In der frühen Kirche konnten zunächst nur Bischöfe gegen Häretiker vorgehen.
Anfang des 4. Jahrhunderts versuchte der christlich gewordene Kaiser Konstantin der Große den Zusammenhalt des Reiches zu festigen. Um Streitigkeiten in der Kirche beizulegen, die er als Gefahr für die Einheit des Reiches sah, lud er auf eigene Kosten ca. 300 Bischöfe der fast ausschließlich griechischsprachigen Christengemeinden des Reiches 325 zur Ersten Ökumenischen Synode nach Nicäa ein, wo sie sich auf ein gemeinsames Glaubensbekenntnis einigten. Dadurch stellte Konstantin auch eine Verbindung zwischen weltlicher Gewalt und den von den Synoden beschlossenen Glaubenssatzungen her. Arius, dessen Lehren auf der Synode verurteilt wurden, wurde verbannt. Aus ähnlichen Gründen haben er und seine Nachfolger auch Athanasius und zahlreiche andere Bischöfe verbannt. Kaiser Theodosius I. erklärte 380 das Christentum zur Staatsreligion. Im fernen Westen des Reiches eskalierte 385 in Trier die Strafverfolgung gegen Priscillian bis hin zur ersten überlieferten Hinrichtung eines Häretikers. Sie wurde durch Intrigen seiner dortigen innerkirchlichen Feinde erreicht. Wie umstritten der Missbrauch staatlicher Gewalt in diesem kirchlichen Verfahren noch war, zeigt der massive Protest etwa von Martin von Tours gegen das Todesurteil und gegen die daran beteiligten Bischöfe.

### Häretikerverfolgung vor der Inquisition
Häretikerverfolgungen, Vertreibungen und Hinrichtungen gab es in Frankreich, Deutschland und Italien schon seit der Jahrtausendwende, sowohl durch weltliche Herrscher als auch durch lokale kirchliche Autoritäten, jedoch nicht im Rahmen des Inquisitionsverfahrens, beispielsweise 1004 in der Champagne, 1022 in Orléans oder 1135 in Lüttich. Bedeutendere verfolgte Persönlichkeiten vor dem Einsetzen der Inquisition waren etwa Petrus Abaelardus (1141 der Häresie angeklagt), Heinrich von Lausanne (verfolgt bis ca. 1145), Arnold von Brescia (hingerichtet 1155) oder der Vater der vorreformatorischen Waldenser-Bewegung Petrus Valdes (vertrieben ca. 1183).
Gegen Häretiker ging man zunächst per Ad-hoc-Anzeige vor. Auf dem Konzil von Tours betonte Papst Alexander III. eine Notwendigkeit zeitlicher Strafen gegen Abweichler.

## Mittelalter

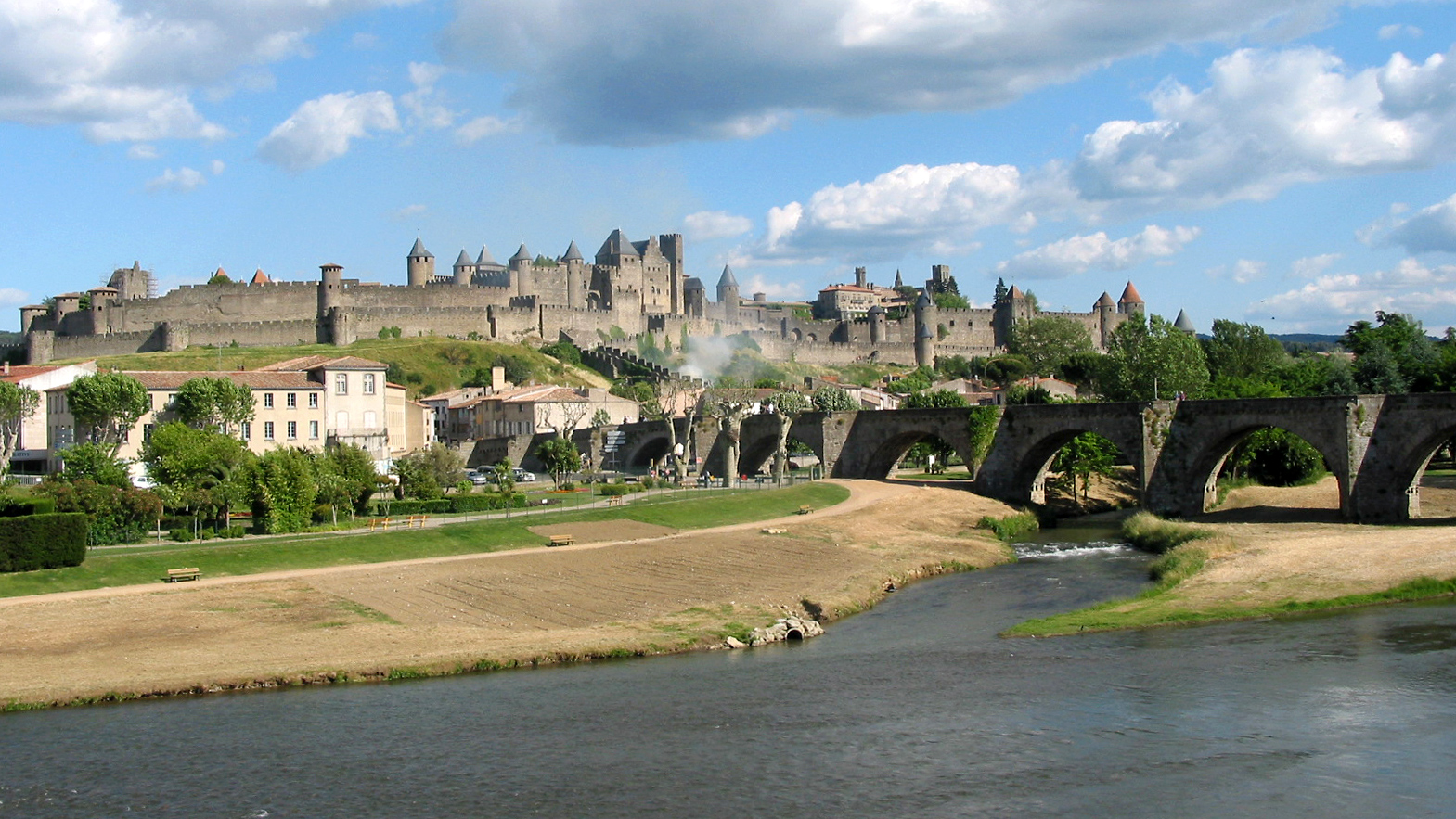
Die ehemalige Katharerhochburg Carcassonne

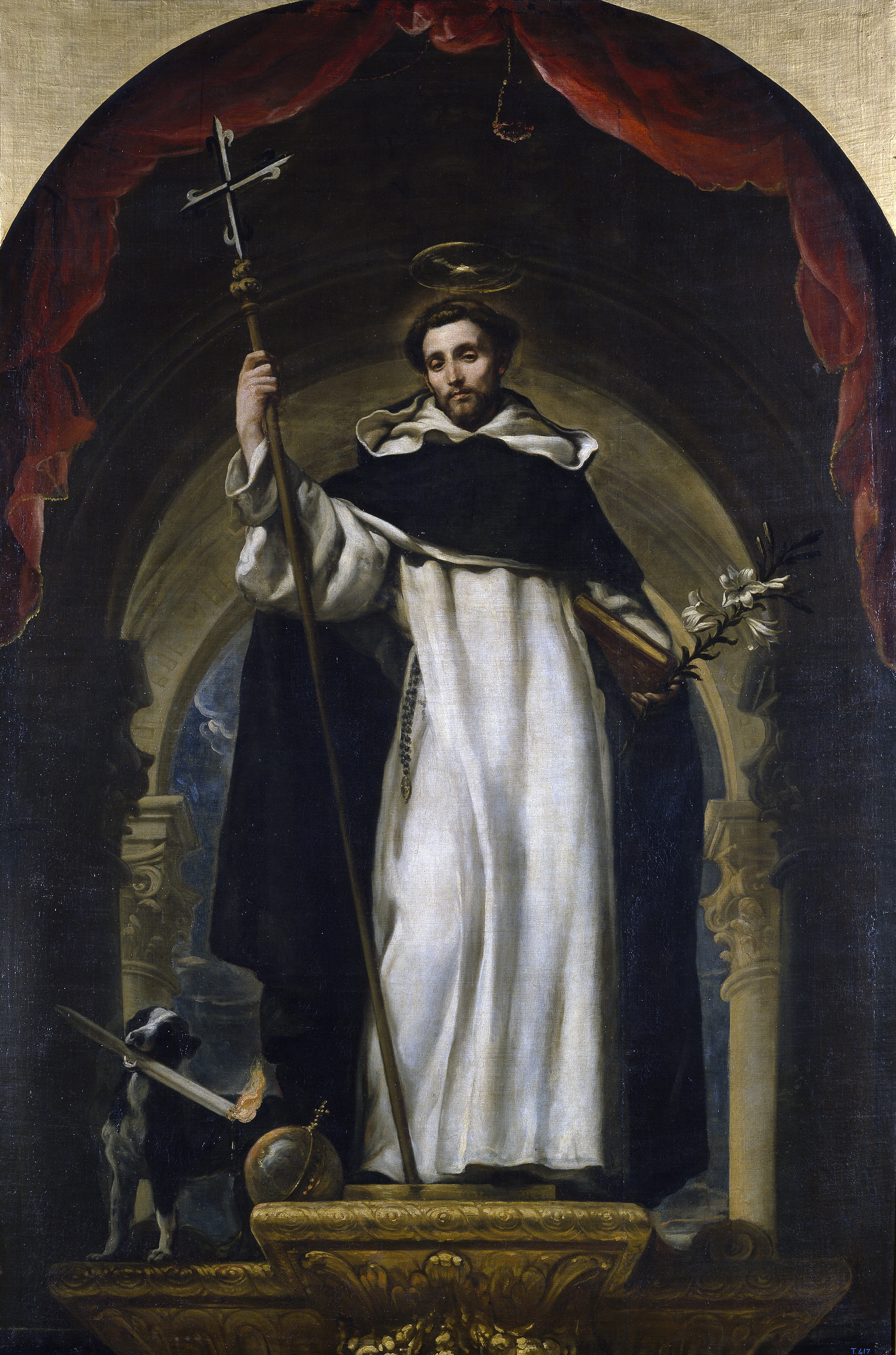
Dominikus, Legat Innozenz’ III. gegen die Katharer und Gründer des von Entstehungsbeginn an gegen Häretiker wirkenden Dominikanerordens (Gemälde von Claudio Coello, 17. Jahrhundert)

### Entstehungsgeschichte
Als Ursache für die Entstehung einer kirchlich organisierten Häretikerbekämpfung ist das Auftreten mehrerer christlicher Laienbewegungen am Ende des 12. Jahrhunderts zu sehen, die von der Kirche als Häresien betrachtet wurden, allen voran die Katharer, aber auch die Waldenser oder die Humiliaten. Eine derart große Menge an Häretikern hatte es bis dahin im Abendland nicht gegeben.
Der Entstehungs- und Entwicklungsprozess der Inquisition als kirchliche Reaktion auf dieses gesellschaftliche Phänomen ist nur ungefähr zeitlich einzugrenzen. Als Beginn- und Endpunkte der Entwicklung werden oft die Beschlüsse des Dritten Laterankonzils (1179) und der päpstliche Erlass Ad extirpanda (1252) gesehen.

#### Erste Verurteilungen und die bischöfliche Inquisition
Papst Alexander III. (1159–1181) berief 1179 das Dritte Laterankonzil ein. § 27 der Konzilsbeschlüsse bildet den ersten strengen Erlass gegen Häretiker, konkret gegen die Katharer gerichtet: Diese sowie alle, die sie verteidigten oder aufnahmen, sollten fortan als exkommuniziert gelten. Ihre Güter sollten eingezogen und ihnen auch ein kirchliches Begräbnis vorenthalten werden.
Papst Lucius III. (1181–1185) erließ im Jahr 1184 in Zusammenarbeit mit Friedrich Barbarossa die Bulle Ad Abolendam nach dem Konzil von Verona. Hierin wurde nun der Kreis der als häretisch gebrandmarkten Gruppen ausgedehnt: Namentlich erwähnt werden die Katharer, die Waldenser, die Humiliaten, die Arnoldisten und die Josephiner. Ferner wurde beschlossen, dass der Exkommunikation verfallen sei, wer als Laie predige. Wer dem Verbot der Laienpredigt – das Recht auf Predigt sah die Kirche nur ihren Priestern vorbehalten – nicht Folge leistete, sollte der weltlichen Gerichtsbarkeit zur Verurteilung übergeben werden. Darüber hinaus wurde bestimmt, dass in Hinkunft alle Bischöfe jeder Diözese zwei- bis dreimal jährlich ihre Pfarren besuchten, um nach Häretikern zu fahnden. Da somit die Verantwortung für die Häretikerverfolgung nun den Bischöfen übertragen wurde, spricht man ab diesem frühen Zeitpunkt der Entstehungsgeschichte der Inquisition auch von der bischöflichen Inquisition.

#### Etablierung des Verfahrens unter weltlicher Mithilfe

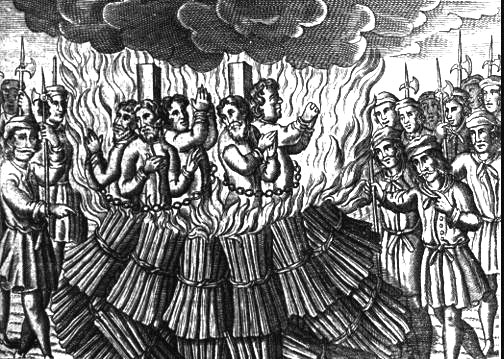
Häretikerverbrennung im Spätmittelalter

Papst Innozenz III. (1198–1216) setzte in seiner im Jahr 1199 verfassten Dekretale Vergentis in senium das Verbrechen der Häresie mit jenem der Majestätsbeleidigung gleich. 1206 entsandte er eine Gruppe von Zisterziensermönchen nach Südfrankreich, darunter Pierre de Castelnau, Diego de Acebo sowie den jungen Dominikus, um die Katharer mit den Mitteln der Predigt und des Gesprächs wieder für die Kirche zu gewinnen. Weil aber weder diese Maßnahmen noch die kirchlichen Verbote zum gewünschten Erfolg führten, rief er 1209 gegen die Katharer zum Kreuzzug (siehe: Albigenserkreuzzug). Ab 1212 begann er, die inquisitio als neue Verfahrensform zu entwickeln (siehe: Inquisitionsverfahren). Auf dem unter seinem Vorsitz 1215 tagenden Vierten Laterankonzil wurden nicht nur neuerlich die Häretiker pauschal exkommuniziert, sondern erstmals ein für alle Katholiken verbindliches Glaubensbekenntnis erlassen, damit in Zukunft Klarheit über den rechten Glauben herrsche.
Die Kirche konnte über das Inquisitionsverfahren zwar Urteile über Häretiker aussprechen, hatte jedoch keine Blutgerichtsbarkeit, sondern war hierfür auf die Unterstützung der weltlichen Gewalt angewiesen. Mit dem Edikt Kaiser Friedrichs II. Cum ad conservandum statuierte 1224 die höchste weltliche Gewalt es als ihre von Gott verliehene Pflicht, zum Schutz des Glaubens gegen Häretiker vorzugehen und überführte Häretiker auf dem Scheiterhaufen zu verbrennen oder auf andere Weise (Herausschneiden der Zunge) zu bestrafen. In einem weiteren Edikt von 1232 wurden Häretiker zur dauerhaften Infamie unter Verlust ihres Vermögens und ihrer Rechte verurteilt, sofern sie nicht binnen eines Jahres die kirchliche Absolution erhalten konnten, und es wurden die weltlichen Amtsinhaber durch Eid und unter Androhung des Verlusts ihrer Amtsgewalt dazu verpflichtet, die von der Kirche bezeichneten Häretiker „auszurotten“ und die kaiserlich angeordneten rechtlichen Maßnahmen gegen sie zu vollstrecken.

#### Päpstliche Inquisition und die Einführung der Folter

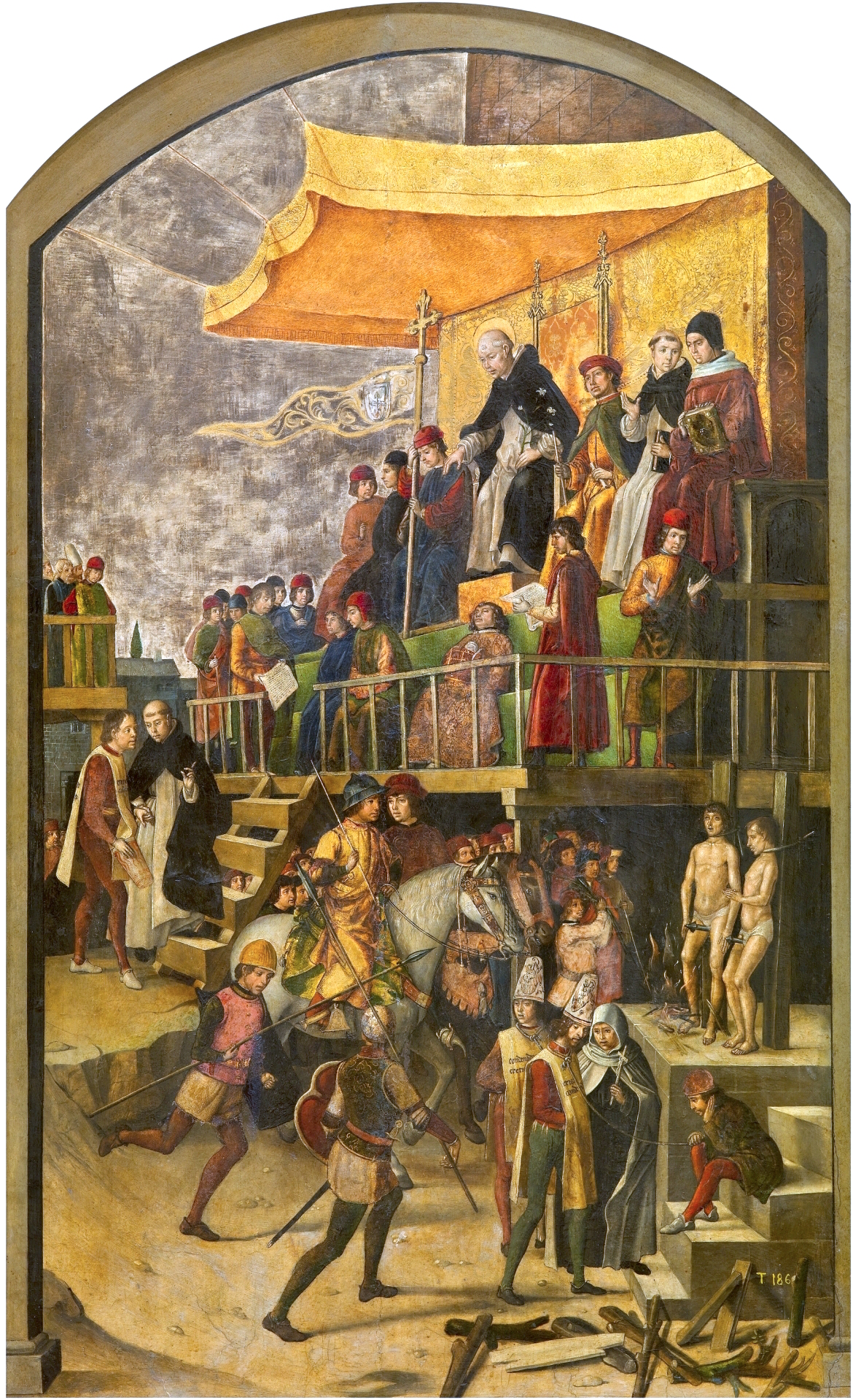
Autodafé unter Vorsitz des heiligen Dominikus (Fantasiegemälde von Pedro Berruguete, um 1495)

Papst Gregor IX. (1227–1241) beschritt erstmals einen neuen Weg in der Häretikerbekämpfung: Anstelle der eigentlich dafür zuständigen Bischöfe, die ihrer Aufgabe nur mangelhaft nachkamen, berief er 1227 erstmals eigene päpstliche Sonderbeauftragte als Inquisitoren, die in Deutschland nach Häretikern fahnden sollten, darunter Konrad von Marburg. Diese Vorgehensweise, bei der nicht die Bischöfe, sondern der Heilige Stuhl selbst aktiv wird, wird auch als päpstliche Inquisition bezeichnet. In weiterer Folge entband Gregor IX. die Bischöfe von der Untersuchungspflicht und beauftragte künftig überwiegend Dominikaner mit der Häretikerverfolgung, wenn auch viele spätere Inquisitoren Mitglieder anderer Orden oder des weltlichen Klerus waren. Besonders viele Inquisitoren ernannte Gregor IX. in den Jahren 1231–1233. Zu dieser Zeit ergingen etliche ähnlich lautende Schreiben des Papstes, alle mit dem Incipit Ille humani generis, an mehrere Dominikanerkonvente in Deutschland, Frankreich und Österreich mit dem Auftrag der Häretikerverfolgung. Bischöfe konnten ebenfalls weiterhin auf eigene Initiative hin inquisitorisch tätig werden. Der Grund für den Einsatz insbesondere der Dominikaner als Inquisitoren war, dass dieser Bettelorden bereits früh in der theologischen Bekämpfung der Häretiker aktiv geworden war und über entsprechend gute Erfahrungen verfügte.
Die 1229 nach dem Ende des Albigenserkreuzzuges unter Gregor IX. tagende Synode von Toulouse verschärfte neuerlich die Bestimmungen gegen die Häretiker und sah für die Kirchenprovinz Toulouse, in der die Katharer bisher stark vertreten waren, strenge Maßnahmen vor: Die geheimen Zufluchtsorte der Häretiker sollten aufgespürt und entdeckte Häretiker gefangen gesetzt werden, wozu auch das Mittel der heimlichen Denunziation angewandt werden sollte. Wer einen Häretiker verbarg, wurde mit dem Verlust des Vermögens oder gar mit dem Tod bedroht. Jedes Haus, in dem man einen Häretiker fände, sollte niedergerissen werden. Wer mit einem Häretiker verkehrte – sei es auch nur in einem Wirtshaus – oder ihm Almosen gab oder mit ihm verheiratet war, war ebenso verdächtig. Der auf eine Vorladung nicht Erschienene oder Flüchtige galt ohne weiteres als schuldig. Wer erschien, wurde allerdings eingekerkert. Überdies wurde für das Gebiet der Kirchenprovinz ein dichtes Netz an Visitationen angeordnet, wie es später für die Inquisition charakteristisch werden sollte.
1231 legte Papst Gregor IX. in einem neuerlichen Edikt die strafrechtlichen Bestimmungen für die Häretikerverfolgung fest.
Papst Innozenz IV. genehmigte in seiner 1252 erlassenen Dekretale Ad extirpanda die Folter zur Wahrheitsfindung bei Inquisitionsprozessen mit der formalen Einschränkung, dass den Betroffenen keine bleibenden körperlichen Schäden zugefügt wurden. Wollte der Angeklagte auch unter Folter kein Geständnis machen, wurde die „peinliche Befragung“, wie man die Folter auch nannte, fortgesetzt. Die Inquisitoren sahen in der Folter keine Grausamkeit, weil im Mittelalter das Seelenheil oberste Priorität, körperliche Unversehrtheit dagegen keinen hohen Stellenwert hatte. Deshalb war der Inquisitor fest davon überzeugt, alles tun zu dürfen, um die Seele des Menschen zu retten. Die Folter wurde stufenweise bei schweren Fällen von Häresie eingesetzt. Als erstes zeigte der Scharfrichter die Folterinstrumente. Dadurch wurden schon viele Angeklagte einsichtig und gestanden. Im zweiten Schritt wurden dem Angeklagten Finger-, Daumen- und Beinschrauben angelegt. Als letztes Mittel setzte man die Streckbank und das Pfahlhängen ein, das mit entsetzlichen Schmerzen verbunden war.

### Regionalgeschichte
Die mittelalterliche Inquisition war in verschiedenen Regionen Süd- und Mitteleuropas in unterschiedlichem Ausmaß aktiv. Die folgende Darstellung bietet eine Übersicht zu wesentlichen Inquisitionsfällen und orientiert sich an den heutigen Staatsgebieten:

#### Deutschland

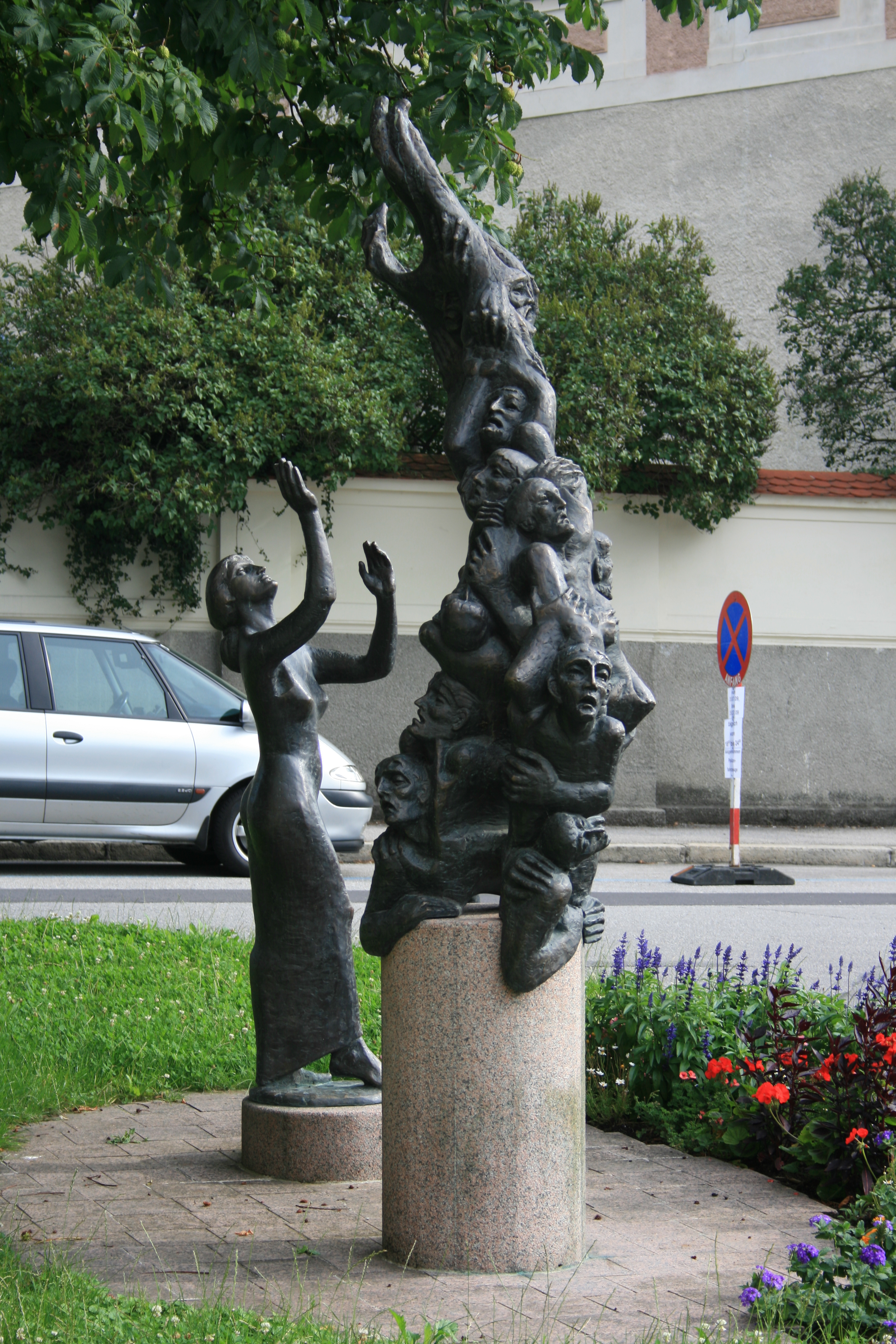
Das Waldenserdenkmal in Steyr: 1397 wurden dort unter dem in Deutschland und Österreich wirkenden Petrus Zwicker an die hundert Waldenser hingerichtet.

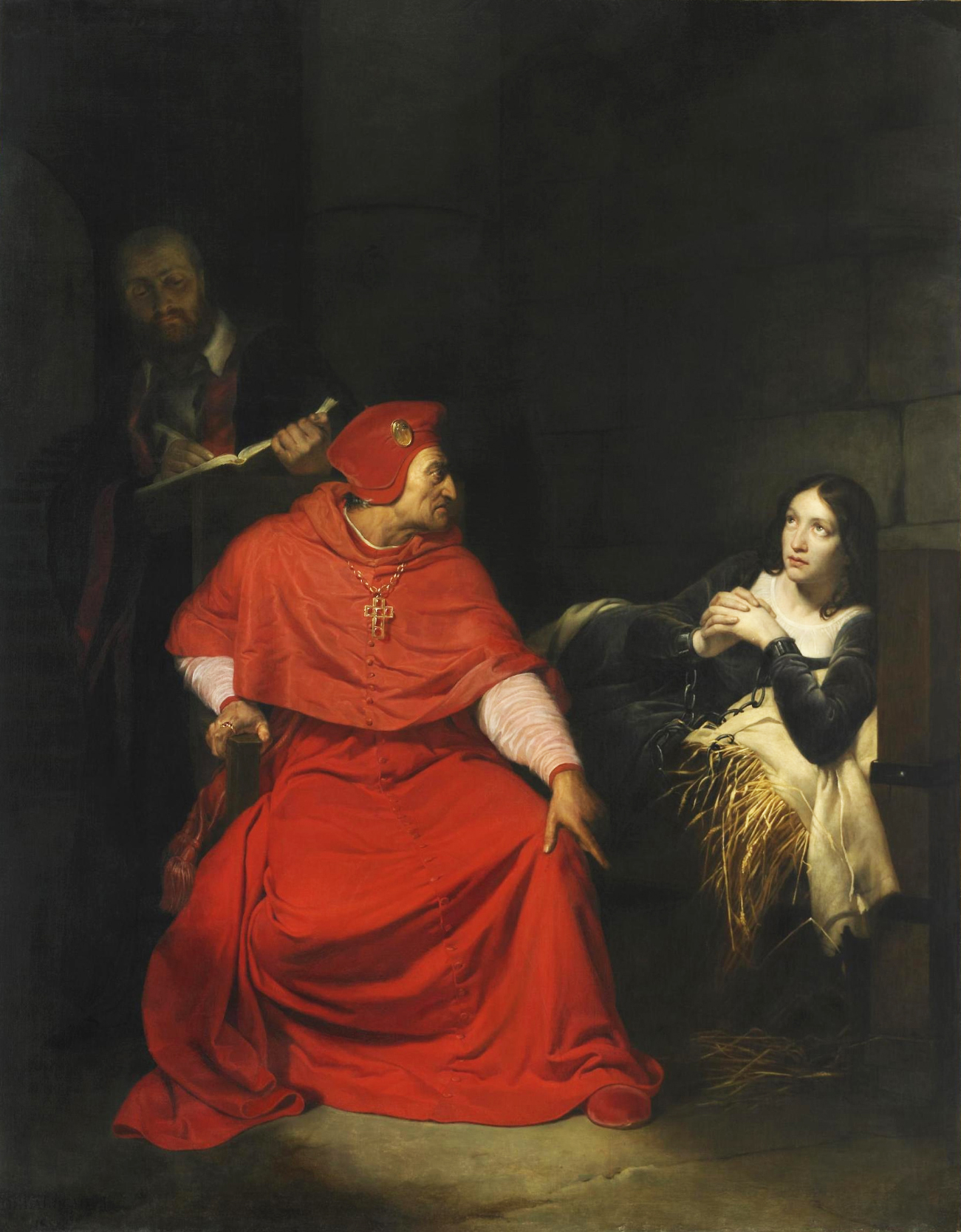
Jeanne d’Arc bei ihrer Befragung durch den Kardinal von Winchester (Gemälde von Paul Delaroche, 1824)

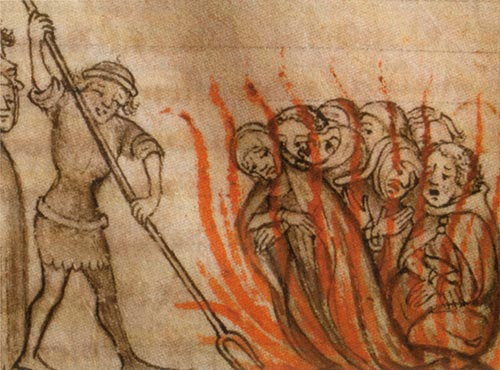
Die Hinrichtung von Templern in einer mittelalterlichen Chronik

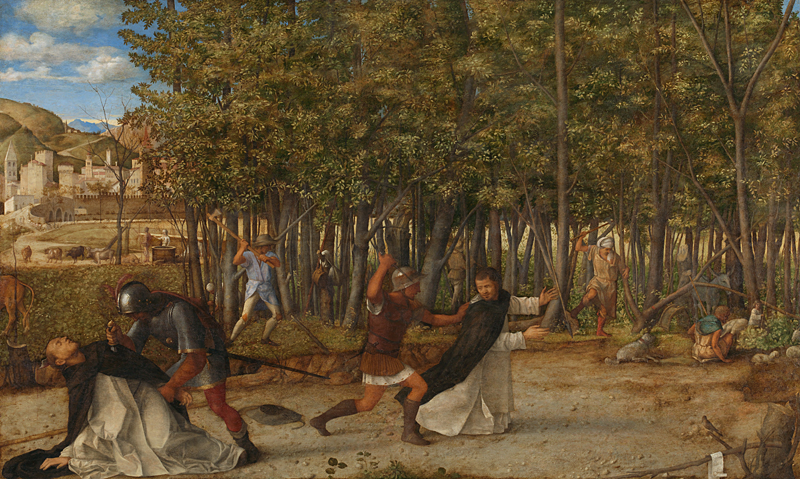
Das Martyrium des Petrus von Verona (Gemälde von Giovanni Bellini)

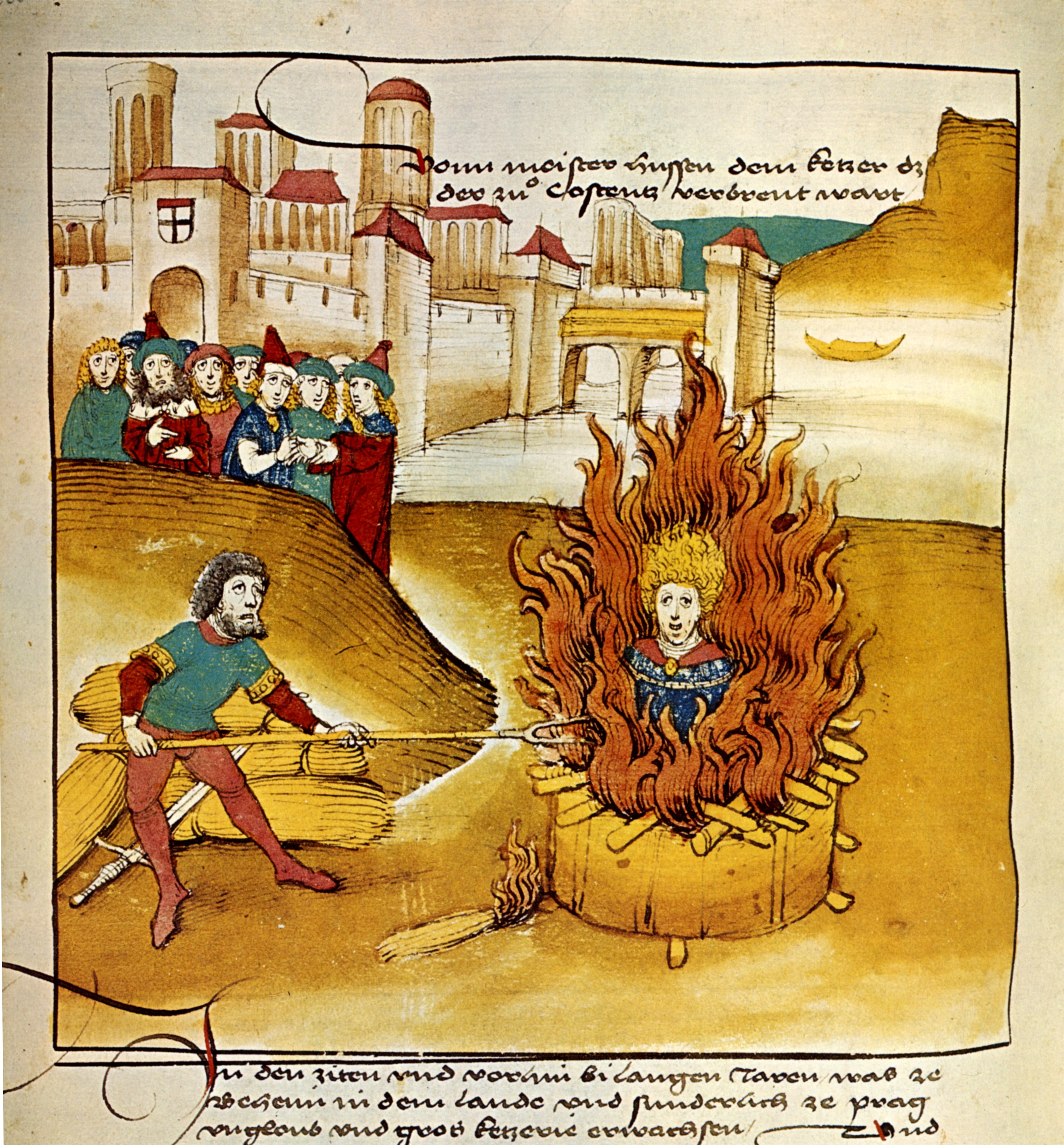
Jan Hus auf dem Scheiterhaufen, Spiezer Chronik (1485)

Einer der ersten Inquisitoren mit direktem päpstlichem Auftrag zur Aufspürung von Häretikern war Konrad von Marburg. Dieser hatte auf der Suche nach vermeintlichen Luziferianern – einer Sekte, die Papst Gregor IX. in seinem Brief Vox in Rama beschrieb – zahlreiche Todesurteile ausgesprochen und wurde 1233 ermordet. Gegen Widerstand mancher Fürsten erließ Friedrich II. Verordnungen zur Ausführung des Blutgerichts, die Karl IV. durch weitere Mandate schützte. Im Bistum Regensburg wurden seit 1262 durch Dominikanerinquisitoren Waldenser verfolgt. Augsburg wurde 1393 von der Inquisition heimgesucht. In Nürnberg wurden im 14. Jahrhundert mehrmals Inquisitionsgerichte abgehalten, nämlich 1332–1333, 1354, 1378, 1379, 1399 und 1418, wobei unter anderem Waldenser aufgespürt wurden. Unter Papst Clemens VI. wurde im Jahr 1348 Johann Schadland zum Großinquisitor für Deutschland ernannt. Er bekleidete dieses Amt bis 1364. Papst Urban V. entsandte 1367 zwei Dominikanermönche als Inquisitoren für Deutschland, von denen Walter Kerlinger, der vor allem Prozesse gegen Beginen und Begarden führte, sich als besonders grausam hervortat. In Straßburg wurden in den Jahren 1317–1319, 1368/69 und 1374 Inquisitionen gegen Beginen abgehalten. Der Inquisitor Martin von Prag verfolgte Waldenser 1380 in Bayern, 1391 in Würzburg und Erfurt und 1399 in Nürnberg. Zwischen 1391 und 1403 wurden unter dem Inquisitor Petrus Zwicker in Österreich, Pommern und der Mark Brandenburg zahlreiche Waldenser hingerichtet. 1458 wirkte die Inquisition in der Neumark und in Angermünde, wobei den Taboriten nahestehende Waldenser verfolgt wurden. Papst Innozenz VIII. dehnte die Inquisition 1484 durch die Bulle Summis desiderantes affectibus weiter aus. In dieser sogenannten Hexenbulle, welche der eifrige Inquisitor Heinrich Kramer entworfen hatte, bezeichnete Innozenz VIII. feierlich das Hexenwesen als etwas Reales. Heinrich Kramer veröffentlichte 1486 eine Darstellung des Inquisitionsprozesses im Hexenhammer (malleus maleficarum). Er nannte den Inquisitor Jakob Sprenger als Mitautor des Werkes, obgleich dieser – so die These einiger Historiker – nicht mit den darin erwähnten Praktiken konform ging. Mit der Reformation verschwand die Inquisition größtenteils aus Deutschland.

#### Österreich
Erste Häretikerverfolgungen vor dem Einsetzen der Inquisition fanden in Österreich unter Herzog Leopold VI. zwischen 1207 und 1215 statt, wobei es sich mit hoher Wahrscheinlichkeit um Katharer gehandelt haben dürfte. 1231 erging ein Aufruf Papst Gregors IX. zur Häretikerverfolgung an den Dominikanerkonvent in Friesach. Die Ergebnisse dieser möglicherweise durchgeführten Inquisition sind unbekannt. In den Jahren um 1260 wurde auf Initiative des Passauer Bischofs Otto von Lonsdorf eine großangelegte Inquisition im Gebiet des südlichen Donauraums zwischen dem Salzkammergut und dem Wienerwald durchgeführt. Sie richtete sich hauptsächlich gegen Waldenser, die dort in über vierzig Gemeinden entdeckt wurden. 1311 war die Inquisition in der österreichischen Hochburg der Waldenser, in Steyr, unter dem Passauer Bischof Bernhard von Prambach neuerlich aktiv, um ca. 1315 erfasste die Inquisition die Gebiete um Krems, St. Pölten und Wien. Zwischen ca. 1365 und 1370 fand im Raum von Steyr neuerlich eine Inquisition statt. Unter dem Inquisitor Petrus Zwicker kam es von 1391 bis 1402 neuerlich zu schweren Verfolgungen, unter anderem in Steyr, Enns, Hartberg (Stmk.), Ödenburg (Ungarn) und Wien. Im Jahr 1397 wurden dabei allein in Steyr zwischen 80 und 100 Waldenser verbrannt, woran dort ein 1997 errichtetes Denkmal erinnert. Zu Beginn des 15. Jahrhunderts fanden noch gelegentlich Häresieprozesse statt, etwa 1467 in Wien gegen Stephan von Basel, ein bedeutendes Mitglied der Böhmischen Brüder. In den 1480er Jahren wirkte der Hexeninquisitor Heinrich Kramer in Innsbruck, wo er aber gestoppt, seine Urteile aufgehoben und er des Landes verwiesen wurde. Dies war Anlass für Kramers Rechtfertigungsschrift, den Hexenhammer.

#### Frankreich
In Frankreich ist die Aktivität der Inquisition in engem Zusammenhang mit den insbesondere in Südfrankreich stark vertretenen Katharern zu sehen. Nach dem Ende des gegen sie ins Leben gerufenen Albigenserkreuzzuges wurde nach dem Konzil von Toulouse 1229 über die Diözese Toulouse ein dichtes Netz inquisitorischer Untersuchungen gelegt. In jedem Ort sollten Spürtrupps die Anhänger der häretischen Gemeinschaft ausfindig machen. 1233 übertrug Papst Gregor IX. diese Aufgabe den Dominikanern. In der Folge wurden, besonders in Südfrankreich, mehrfach Inquisitionen abgehalten. In der französischen Landschaft Lauragais (zwischen Toulouse und Carcassonne) wurde 1245/46 unter den Dominikanern Bernard de Caux und Jean de Saint-Paul die weitläufigste Untersuchung durchgeführt, die die mittelalterliche Inquisition hervorgebracht hatte: Alle volljährigen Einwohner der Landschaft wurden vorgeladen, aus den überlieferten Bruchstücken dieser Untersuchung konnten 5.400 Verhöre rekonstruiert werden. Mitte des 13. Jahrhunderts war Frankreich in sechs Inquisitionsbezirke unterteilt und sowohl die Dominikaner als auch die Franziskaner waren mit inquisitorischen Untersuchungen betraut. Bedeutende Inquisitoren waren unter anderen Robert le Bourge 1232–1244 im Gebiet der Franche-Comté bzw. in La Charité-sur-Loire, Petrus Seila 1241/42 in der Gegend von Quercy, Jacques Fournier in der südfranzösischen Grafschaft Foix zwischen 1318 und 1326, Bernard Gui 1307–1323 unter anderem in Toulouse und Carcassonne. Instrumentalisiert wurde die Inquisition für die Zwecke des französischen Königs Philipp des Schönen bei der Vernichtung des Templerordens ab 1307. Ebenfalls politische Hintergründe hatte der Häresieprozess gegen Jeanne d’Arc 1431.

#### Italien
Das für mittelalterliche Verhältnisse dichte urbane Gebiet Norditaliens, besonders der Lombardei, bildete eine gute Voraussetzung für religiöse Bewegungen aller Art. Allen voran missionierten hier, mit teilweiser Unterstützung durch lokale Machthaber, Katharer, Waldenser oder Humiliaten. Erste Hinrichtungen fanden in Italien unter dem Stadtvorsteher von Verona, dem Dominikaner Johannes von Vicenza, 1233 statt. Der von Papst Gregor IX. zum Inquisitor berufene Legat Roland von Cremona wurde 1234 ermordet. Anfang der 1240er Jahre wirkten in Florenz als Inquisitoren Ruggiero Calcagni und Petrus von Verona, der 1252 von Katharern ermordet und danach heiliggesprochen wurde. Seine Nachfolge als Inquisitor trat der ehemalige Katharer Rainer Sacconi an. Unter Papst Innozenz IV. wurde Italien in acht Inquisitionsprovinzen unterteilt, Dominikaner und Franziskaner stellten für ein intensiveres Vorgehen gegen Häretiker Inquisitoren. Aufgrund politischer Auseinandersetzungen des Papstes mit dem Kaiser und den Städten der Lombardei, deren Eigeninteressen vor allem der einflussreiche Ezzelino III. da Romano vertrat, wurde die Inquisition längere Zeit behindert. Nachdem die päpstlichen Verbündeten unter der Führung Karls von Anjou über die päpstlichen Widersacher 1268 in der Schlacht bei Tagliacozzo gesiegt hatten, war auch in Norditalien der Weg für die Häretikerverfolgung frei. 1278 wurden in Sirmione 178 führende Katharer gefasst und darauf hingerichtet. Eine große Zahl von Katharern unterwarf sich 1282 dem Inquisitor Salomone da Lucca. Nach dem Sieg Karls von Anjou 1268 begann die Inquisition im Königreich Neapel mit der Verfolgung konvertierter Juden, die unter Verdacht standen, wieder zu ihrer ursprünglichen Religion zurückgekehrt zu sein. Dabei übte sie einen solchen Druck auf die Judengemeinden aus, dass in den Jahren 1290 bis 1292 viele Judengemeinden kollektiv zum Christentum übertraten. In den Jahren um 1300 war die Inquisition in Bologna aktiv, ebenfalls gegen Katharer. Gegen Waldenser gingen in der Diözese Turin zwischen 1312 und 1395 insgesamt 13 Inquisitoren vor. Im 13. und 14. Jahrhundert wurden in Italien ferner Joachimiten, Fraticellen und Apostelbrüder verfolgt. Zur Geschichte der Inquisition in Venedig in Mittelalter und Neuzeit siehe unten.

#### Tschechien

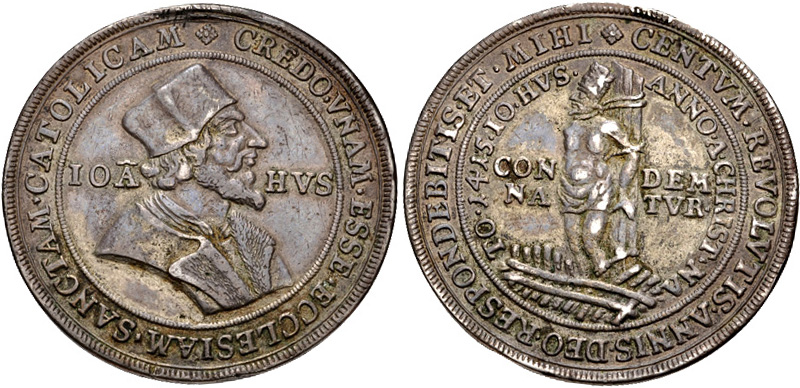
Hustaler, Medaille um 1717 zum Gedenken an den Tod des böhmischen Reformators Jahn Hus

Bereits 1257 wurden auf Wunsch Ottokars II. zwei Franziskaner von Papst Alexander IV. als Inquisitoren für Böhmen bestellt. 1315 wurden in Prag unter Beteiligung des dortigen Bischofs 14 Häretiker verbrannt, 1318 wurden für Böhmen eine Reihe Inquisitoren ernannt, darunter der Dominikaner Colda, der Prag vorübergehend mit dem Interdikt belegte. Eine größere Verfolgungswelle fand in Südböhmen zwischen 1335 und 1353/55 unter dem Inquisitor Gallus von Neuhaus statt. Bei den von der Inquisition verfolgten Häretikern handelte es sich mehrheitlich um Waldenser, möglicherweise auch um Beginen und Begarden. Die Anhänger dieser Häresien waren in Böhmen hauptsächlich Deutschsprachige. Die Inquisition blieb bis zur hussitischen „Revolution“ in Böhmen sowie auch in Mähren aktiv. Gegen die nach dem 1415 in Konstanz als Häretiker verbrannten Jan Hus benannten Hussiten und ihre Nachfolgeorganisationen konnte das Instrument der Inquisition kaum mehr wirksam eingesetzt werden. Hier wurde von Papst Martin V. im März 1420 ein eigener Kreuzzug ins Leben gerufen (siehe: Hussitenkriege). Als Inquisitor in Böhmen wirkte ferner Nicolas Jacquier zwischen 1466 und 1468.

### Ziele, Organisation und Finanzierung

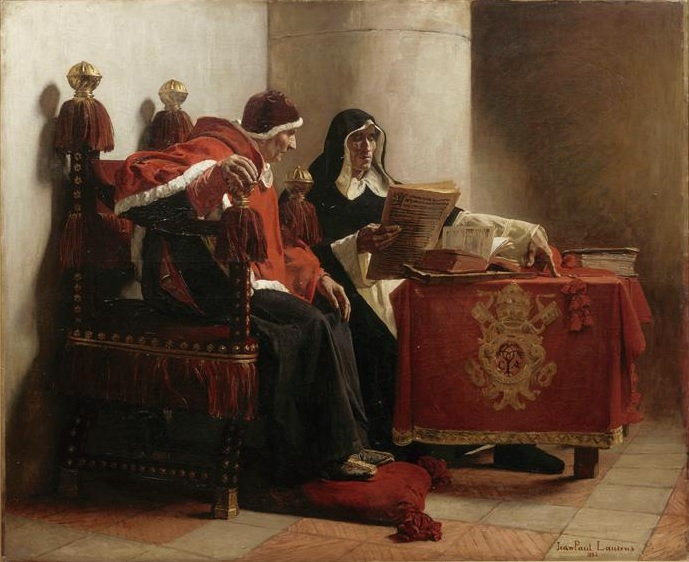
Der Papst und der Inquisitor (Gemälde von Jean Paul Laurens, 1882)

Hauptziel der Inquisition war nach kirchlichem Verständnis die Reinerhaltung des Glaubens. Häretiker waren von ihrem Weg abzubringen, um auch ihre Seelen dem „ewigen Heil“ zuzuführen. Die Inquisitionsprozesse sollten bei Häretikern in erster Linie zu Reue und Buße führen; wo alle Mittel nichts nutzten, sollte der Unglaube jedoch auch physisch vernichtet werden. Religiöse Toleranz im modernen Sinn gab es im Mittelalter nicht, ebenso wenig auf katholischer Seite wie auf Seiten der häretischen Gruppen.
Die mittelalterliche Inquisition besaß keine übergeordnete Behörde, anders als die neuzeitliche Inquisition in Spanien, Italien oder Portugal. Sie war „keine Super-Institution nach modern-totalitärem Vorbild“.
Inquisitionsaufträge wurden vom Papst an Bischöfe, Legaten oder Orden vergeben, die ihrerseits in unterschiedlichem Ausmaß tätig wurden. Bisweilen strengten auch Bischöfe oder Orden (in erster Linie Dominikaner und Franziskaner) von sich aus Inquisitionen an, oder sie fanden auf Anregung eines weltlichen Herrschers statt, wobei in Letzterem Fall politische Interessen (etwa im Fall des Prozesses gegen die Templer) eine Rolle spielen konnten. Der Grad der Organisation von Inquisitionen war unterschiedlich. Frankreich und Italien waren im 13. Jahrhundert in Inquisitionsbezirke eingeteilt, in Südfrankreich besaß die Inquisition eigene Häuser und Archive und verfügte über große Mitarbeiterstäbe. Ungeordneten und überdies sehr willkürlichen Charakter hatte hingegen die Inquisition Konrads von Marburg in Deutschland. Dort waren auch niemals eigene Inquisitionsprovinzen eingerichtet. Bisweilen gab es zudem Kompetenzkonflikte zwischen päpstlichen Legaten und örtlichen Bischöfen.
Um Wissen über das Vorgehen gegen Häretiker weitervermitteln zu können, wurden von etlichen Inquisitoren eigene Handbücher erstellt, etwa der 1244 von Wilhelmus Raimundi und Petrus Durandi verfasste Ordo processus narbonensis, Bernard Guis zwischen 1309 und 1325 verfasste Practica inquisitionis haereticae pravitatis oder das 1376 von Nicolaus Eymerich geschriebene Directorium inquisitorum. Auch Heinrich Kramers Hexenhammer (1486) stand in dieser Tradition. zielte aber auf die Vernichtung der Hexerei ab.
Inquisitionsprozesse finanzierten sich, wie auch andere mittelalterliche Strafprozesse, aus dem Vermögen der Verurteilten. In der Bulle Ad extirpanda wurde 1252 festgelegt, dass das Vermögen, das durch Konfiszierungen und Geldstrafen eingenommen wurde, zu Dritteln der Stadtgemeinde, den an den Untersuchungen beteiligten Amtsträgern sowie dem Ortsbischof bzw. der Inquisitionskommission zufließen sollte.

### Ablauf
Damit eine Inquisition für ein Gebiet stattfinden konnte, waren zunächst gewisse Voraussetzungen notwendig:
1. Das Vorhandensein einer nennenswerten Zahl von Häretikern.
2. Das Aktivwerden einer zuständigen Kirchenstelle zu ihrer Bekämpfung (örtlicher Bischof, einzelne päpstliche Legaten oder betraute Orden).
3. Die Unterstützung des Vorhabens durch weltliche Machthaber zur Bereitstellung von Exekutivpersonal und Gefängnissen.

Danach ging die Inquisition in der Regel nach ähnlichem Muster vor: Zunächst wurden Geistliche, in der Regel Mönche, in die Dörfer des Zielgebietes gesandt, die dort öffentlich predigten, dabei vor der Häresie warnten, die bevorstehende Untersuchung ankündigten und mit Strafen drohten. Danach wurde ein fester Termin genannt, zu dem sich mögliche Zeugen beim Inquisitor einzufinden hatten, um ihr Wissen über Häretiker preiszugeben. Der Inquisitor und sein Mitarbeiterstab (geistliche Beisitzer, Schreiber, Notare, Wachpersonal) kamen entweder in den betroffenen Ort oder fungierten von einem nahen und sichereren Zentralort aus, etwa einem Kloster, wohin Zeugen und Angeklagte vorgeladen wurden. Die Mitteilungen der Zeugen wurden schriftlich fixiert, ihre Namen wurden später dem Angeklagten gegenüber geheim gehalten. Waren im Inquisitionsgebiet bereits in früheren Jahren inquisitorische Untersuchungen abgehalten worden, konnte die Inquisitionskommission gegebenenfalls auf ein Archiv mit älteren Aussagen zurückgreifen, diese mit den neueren abgleichen und so rasch widersprüchliche Aussagen aufdecken. Nach diesen Ersterhebungen wurden die Angeklagten einvernommen. In anderen Fällen wurde ohne Unterschied die gesamte volljährige Einwohnerschaft eines Gebiets vor dem Inquisitionstribunal einvernommen, wie etwa 1245/46 im französischen Lauragais. Alle Aussagen vor einem Inquisitionsgericht wurden in Anwesenheit mindestens eines Inquisitors und zweier Zeugen aufgeschrieben und notariell beglaubigt. Zur schnelleren Verhandlungsführung bzw. Filterung der Aussagen nach Relevanz konnte auf vorgefertigte Verhörprotokolle zurückgegriffen werden. Ab der Mitte des 13. Jahrhunderts wurde es üblich, Geständigen eine Gnadenfrist einzuräumen (tempus gratiae), innerhalb derer mit Strafnachlass oder -freiheit zu rechnen war. Verdächtige konnten sowohl in Gruppen als auch einzeln vernommen werden. Letzteres war jedenfalls dann der Fall, wenn jemand nicht freiwillig gestand. Üblicherweise blieben Verdächtige auf freiem Fuß, bei gröberen Verdachtsfällen konnte auch Haft angeordnet werden. Die Urteile wurden nach unterschiedlicher Verfahrensdauer ebenfalls schriftlich niedergelegt und danach verkündet.

### Verhörpraxis
Um bei Verhören in schwerwiegenden Verdachtsfällen zu Geständnissen zu kommen, wurden unterschiedliche Mittel eingesetzt. Das Ausmaß ihrer Härte war unterschiedlich, und ihr Einsatz oblag der Entscheidung der Inquisitoren. Das gütliche Gespräch, die Konfrontation mit Zeugenaussagen oder der Rückgriff auf ältere Aktenvermerke konnte bereits Erfolg erzielen. In „hartnäckigen Fällen“ konnte ein Gefängnisaufenthalt den Angeklagten zermürben. Schließlich konnte auch die Folter angedroht werden und gegebenenfalls auch zum Einsatz kommen.
Im 13. Jahrhundert fand die Folter als mögliches Verhörmittel vermehrten Eingang sowohl in kirchlichen als auch in weltlichen Strafverfahren. Sie kann daher nicht als Besonderheit der Inquisition gesehen werden.
Während des kirchlichen Inquisitionsverfahrens konnte zur Wahrheitsfindung seit dem päpstlichen Erlass Ad extirpanda aus dem Jahr 1252 die peinliche Befragung eingesetzt werden, unter der Auflage, dass dem Inquirierten keine bleibenden körperlichen Schäden zugefügt wurden. 1254 wurde den Inquisitoren unter Papst Alexander IV. die Aufsichtsführung bei Folterverhören gestattet. Inquisitoren wurde in diesem Zusammenhang erlaubt, sich gegenseitig für ihr Handeln die Absolution zu erteilen.
Gegenüber Angeklagten konnte schon allein die Androhung der Folter Geständnisse hervorrufen. Der tatsächliche Einsatz der Folter variierte und hing vom jeweiligen Inquisitor ab. Nachweislich nicht zur Anwendung kam sie etwa während der Inquisition des Jacques Fournier in der südfranzösischen Grafschaft Foix zwischen 1318 und 1326. Während der Aktivität Petrus Zwickers als Inquisitor in Stettin 1392 konnte ihre Anwendung hingegen nachgewiesen werden.

### Urteile

Ketzerkreuz als sichtbare Strafe für Häretiker

Angeklagte, die vor der Inquisition ihrer Häresie abschworen, erhielten die Absolution und hatten normalerweise mit leichten, als Buße gedachten Strafen zu rechnen. Hierzu gehörte das meist zeitlich befristete Tragen von zumeist gelben oder blauen auf dem Gewand aufgenähten Ketzerkreuzen, Hausarrest (außer zu Gottesdienstbesuchen), Geldbußen oder die Verpflichtung zu Bußgebeten oder Wallfahrten. Bei Rückfälligen oder besonders schwerwiegenden Fällen konnten Haft- oder schließlich auch die Todesstrafe durch Verbrennen angeordnet werden.
Der Tod auf dem Scheiterhaufen war bereits unter dem römischen Kaiser Diokletian der Glaubensgemeinschaft der Manichäer angedroht worden. Das durch Kaiser Friedrich II. 1224 für die Lombardei erlassene Gesetz gegen Häresie, das den Feuertod für schwere Fälle bereits vorsah, wurde 1231 von Papst Gregor IX. für den kirchlichen Bereich übernommen. Die Formulierung für die Todesstrafe lautete meist, dass der Betroffene „dem weltlichen Arm“ zu übergeben sei: Die Inquisition konnte zwar Todesurteile aussprechen, deren Ausführung oblag aber den weltlichen Machthabern (siehe: Ecclesia non sitit sanguinem), die diese Urteile jedoch praktisch immer umsetzten. Das tatsächliche Ausmaß der Verhängung der Todesstrafe variierte, wie folgende Beispiele zeigen:
- Unter dem Dominikanerinquisitor Petrus Seila, der 1241/42 in der Gegend von Quercy (Frankreich) tätig war, wurden in ca. 600 Urteilen lediglich das Tragen von Ketzerkreuzen, das Antreten von Wallfahrten und Leistungen für die Armenversorgung verordnet. Die schwerste Bestrafung bildeten Wallfahrten nach Konstantinopel. Dagegen finden sich weder Gefängnis- noch Todesstrafen in den Urteilen.[30]
- Unter den von den Inquisitoren Bernard de Caux und Jean de Saint-Paul im Lauragais (Frankreich) 1245/46 überlieferten 207 Urteilen finden sich ebenfalls keine Todesstrafen, dafür 23 Kerkerstrafen, dem Rest wurde größtenteils das Tragen von gelben Bußkreuzen verordnet.
- In den insgesamt überlieferten 930 erlassenen Urteilen Bernard Guis im Gebiet von Toulouse und Carcassonne (1307–1323) gegen Häretiker wurden 42 Hinrichtungen ausgesprochen, 307 Urteile lauteten auf dauernde Kerkerhaft. Alle anderen Strafen bestanden aus unterschiedlichen Bußleistungen. Einem Drittel der Verurteilten wurde das Tragen von am Gewand aufgenähten Büßerkreuzen auferlegt.[31]
- Während seiner Tätigkeit als Inquisitor in Steyr (Österreich) verurteilte Petrus Zwicker 1397 unter über tausend Verhörten 80–100 Personen zum Tod. Daneben wurden Bußen oder das Tragen von blauen Ketzerkreuzen angeordnet.[13][14][15]

Eine seriöse und wissenschaftlich belegte Schätzung der Gesamtzahl der Todesopfer der mittelalterlichen Inquisition ist nicht möglich, da die Quellenlage hierzu nicht ausreicht. Zwar sind viele Verfolgungswellen bekannt, doch darunter sind nur in wenigen Fällen Angaben über Urteile erhalten. 

### Widerstand
Gegen die Inquisition regte sich vielerorts Widerstand, der sich sowohl gegen Inquisitoren als auch gegen den einfachen Klerus richten konnte. Da für Häretiker angesichts einer inquisitorischen Untersuchung sehr viel auf dem Spiel stand (Freiheit, Vermögen, Leben), schreckte man auch vor Mordanschlägen nicht zurück. Hier einige Beispiele:
- Inquisitor Konrad von Marburg, der auch Inquisitionsprozesse gegen Adelige anstrengte, wurde 1233 bei Hof Capelle (südlich von Marburg) auf offener Landstraße von sechs Berittenen ermordet.
- Eine mit Streitäxten bewaffnete katharische Kampfgruppe drang 1242 in die Burg des Städtchens Avignonet (Südfrankreich) ein und ermordete die Inquisitoren Guillaume Arnaud und Étienne de Saint-Thibéry (siehe: Das Attentat von Avignonet).
- Im Jahre 1252 fiel der Inquisitor Petrus von Verona einem tödlichen Anschlag von Katharern zum Opfer.
- Während einer Inquisitionswelle in den 1260er Jahren im österreichischen Donauraum wurden der Pfarrer von Kematen an der Ybbs sowie der Pfarrer von Nöchling samt dessen socius ermordet.[32]
- Waldenser steckten 1395 das Pfarrhaus in Garsten in Brand, in dem der Inquisitor Petrus Zwicker untergebracht war, und befestigten am Stadttor von Steyr als Zeichen der Drohung ein angesengtes Stück Holz sowie ein blutiges Messer. Der Inquisitor überlebte.

## Neuzeit
An der Schwelle zur Frühen Neuzeit begann sich das Gesicht der Inquisition zu ändern. Mit dem Protestantismus wurde die Kirche mit einer aufgrund seiner Dimension völlig neuen Art von religiösem Widerspruch konfrontiert, für den der herkömmliche Häresiebegriff nicht mehr ausreichte. Derartige Probleme ließen sich zudem mit dem Mittel der Inquisition kaum mehr in den Griff bekommen. Zwar wurde die Inquisition mittelalterlichen Zuschnitts im 16. Jahrhundert noch gegen die Reformation aktiv, doch die Erfolge waren mäßig. Die Agenden der Häretikerverfolgung übernahmen hingegen zunehmend staatliche Organe. In Frankreich wurden die kirchlichen Gerichtskompetenzen beschnitten, die königliche Gerichtsbarkeit übernahm im 16. Jahrhundert die Jurisdiktion in Ketzerfragen.
In drei Herrschaftsbereichen wurde die Inquisition neu organisiert. Auf diese Weise entstanden drei regional wirkende Organisationen: die für die Königreiche Kastilien und Aragon eingerichtete Spanische Inquisition, die nach deren Vorbild für Portugal geschaffene Portugiesische Inquisition sowie die im Einflussgebiet des Kirchenstaates wirkende Römische Inquisition. Auch für die Überseeterritorien der spanischen und portugiesischen Könige wurden Tribunale eingerichtet.

### Spanische Inquisition

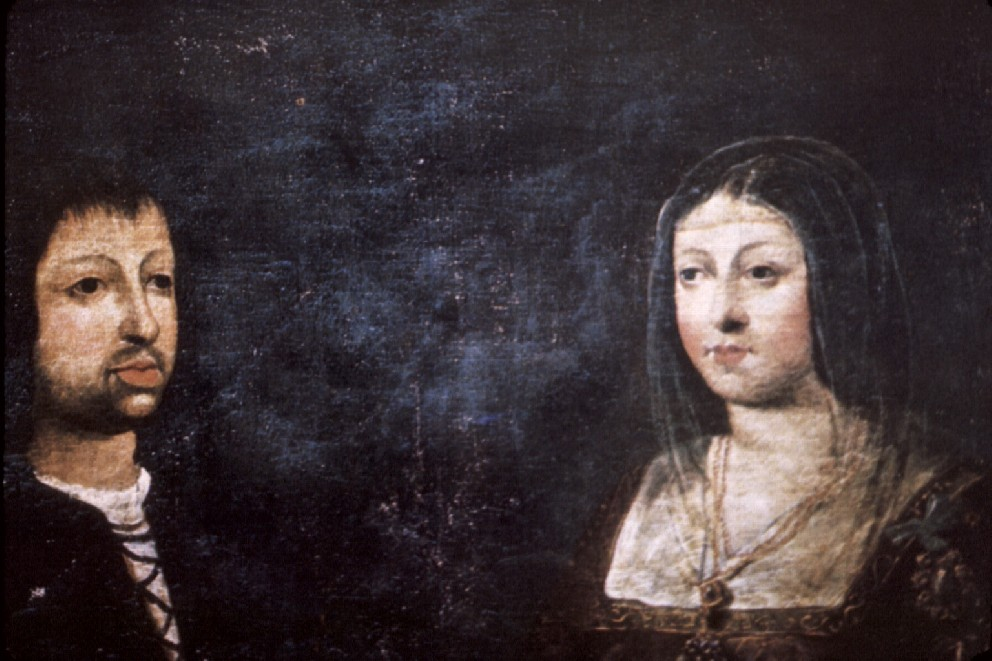
Ferdinand II. von Aragón und Isabella I. von Kastilien

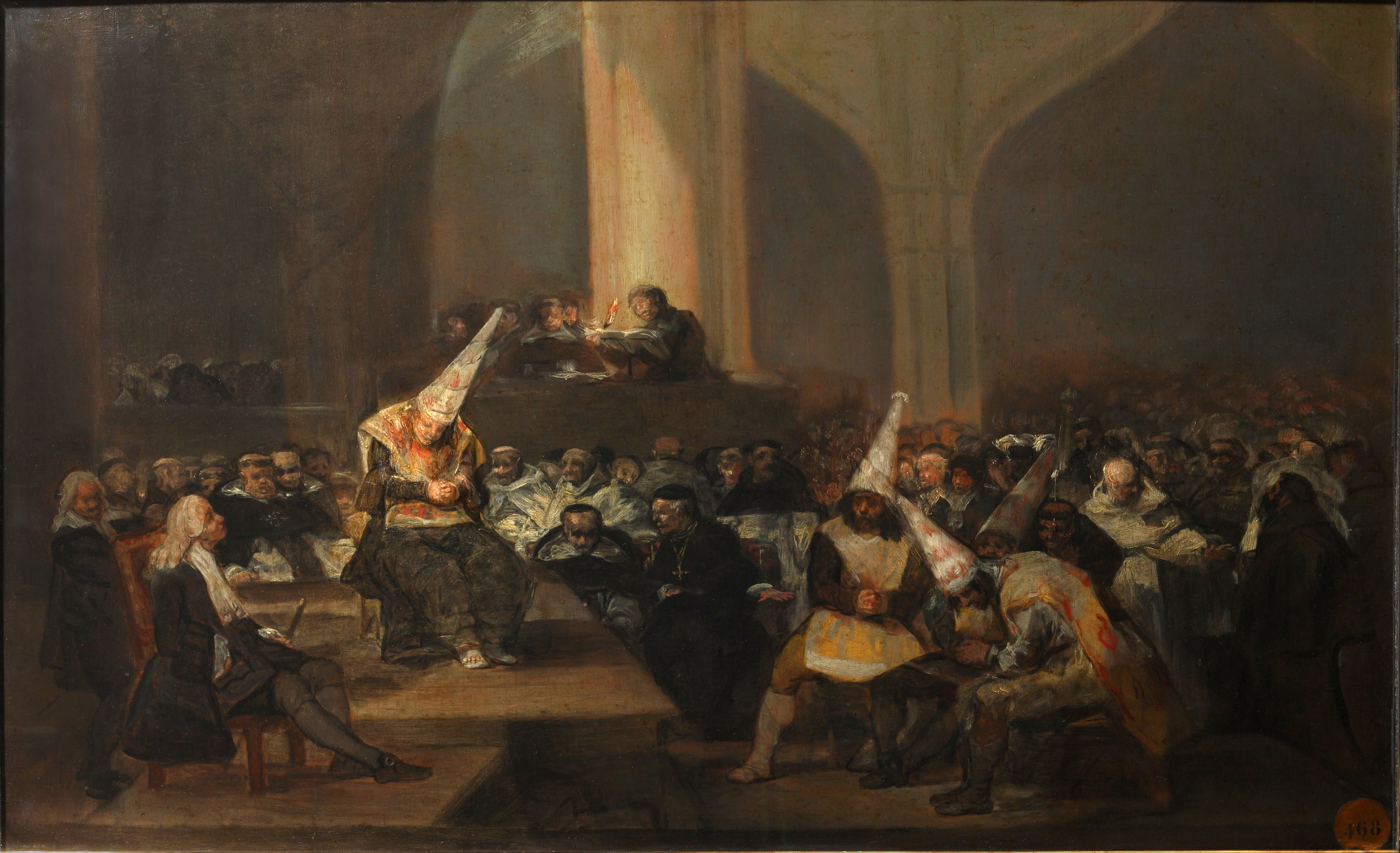
Darstellung des Inquisitionstribunals durch Goya

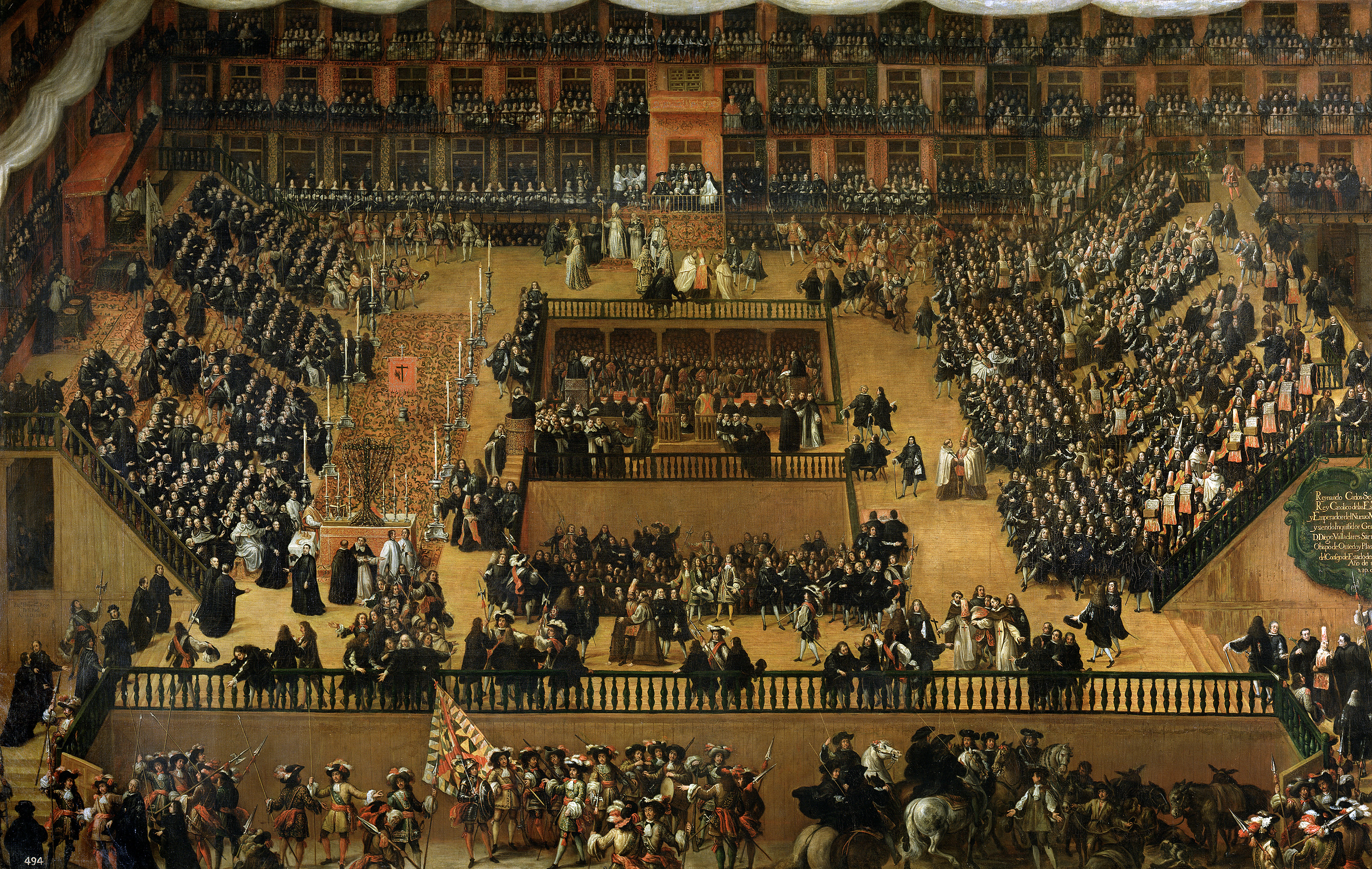
Autodafé auf der Plaza Mayor in Madrid (Gemälde von 1683)

Die Spanische Inquisition war eine staatliche Einrichtung in der Hand der Monarchen. Die römische Kurie hatte auf ihre Tätigkeit nur einen sehr begrenzten Einfluss. Mit der am 1. November 1478 von Papst Sixtus IV. erlassenen päpstlichen Bulle Exigit sincerae devotionis erhielten die Katholischen Könige die Befugnis, in Kastilien drei Inquisitoren zu benennen, und taten dies erstmals im September 1480, als sie in Kastilien zwei Inquisitoren und einen Berater ernannten. Obwohl in Aragón bereits päpstliche Inquisitionsgerichte bestanden, setzte König Ferdinand II. beim Papst durch, auch dort eine staatliche Inquisition einzurichten. 1488 wurde in Spanien ein eigener Rat für die Inquisition ins Leben gerufen, der Consejo de la Suprema y General Inquisición. Erster Vorsitzender dieses Rates wurde der Generalinquisitor Tomás de Torquemada. Dieser Rat, kurz Suprema, bildete den Grundstein für die sich zu einer eigenen staatlichen Behörde entwickelnde Spanische Inquisition.
Conversos waren Personen, die vom Judentum zum Christentum konvertiert waren. Sie standen häufig unter dem Verdacht, trotz Taufe weiterhin ihrer alten Religion anzuhängen. In der Anfangszeit ihres Bestehens war die Hauptaufgabe der Spanischen Inquisition, diese Personen aufzuspüren und zum katholischen Glauben zurückzuführen oder zu bestrafen. Nach älteren Berichten waren von 1478 bis 1530 neunzig Prozent der Angeklagten zum Christentum konvertierte Juden, die angeblich an ihrem früheren Glauben festhielten. Später wurde die Beurteilung von Moriscos, Muslime die vom Islam zum Christentum konvertiert waren, bedeutsamer. Im 17. Jahrhundert war der Protestantismus eine weitere Häresie, die vor den Inquisitionstribunalen verhandelt wurde.
Als Inquisitor konnten nur Personen mit einer abgeschlossenen theologischen oder rechtswissenschaftlichen Ausbildung amtieren. In den „Instrucciones“, den anfangs einzeln herausgegebenen Schreiben der Suprema, und später in den „Compilaciones“, den Sammlungen der Handlungsanweisungen für die Inquisitoren, wurde das Vorgehen der Inquisitionstribunale genau festgelegt. Lagen nach einer Anzeige ausreichend Verdachtsmomente für Häresie vor, wurde der Verdächtigte gefangen genommen und sein Vermögen vorerst beschlagnahmt. Durch Verhöre der Angeklagten und von Zeugen sollten die Inquisitoren den Fall aufklären. Dabei wurde den Angeklagten weder mitgeteilt, wer sie angezeigt hatte, noch welcher Tat sie verdächtigt wurden. Wie auch in anderen Prozessen konnte die Folter als eine Möglichkeit der Wahrheitsfindung angewendet werden. Die Urteile der Tribunale wurden bei einem feierlichen Autodafé öffentlich bekanntgegeben. Die Strafen reichten von Geldbußen über Prügelstrafe bis zu Gefängnis oder Galeerenstrafe. Unbußfertige oder Wiederholungstäter konnten dem weltlichen Arm der Strafrechtspflege übergeben werden, die dann die Todesstrafe durch Verbrennen vollzog. Das geschah bei etwa zwei Prozent der Fälle. Eine Verurteilung war auch in Abwesenheit oder nach dem Tod des Verurteilten möglich. Bei einer Verurteilung in Abwesenheit wurde eine Strohpuppe verbrannt. Wurde jemand nach seinem Tod verurteilt, wurde der Leichnam ausgegraben und verbrannt.
Der Däne Gustav Henningsen hat als erster aufgrund der Daten regionaler Geschichtsforschung eine Datenbank aller überlieferten Fälle der Spanischen Inquisition zwischen 1540 und 1700 vorgelegt, die ein ungefähres Bild von der Verteilung der Urteile liefern: Von den 44.647 bekannten Prozessen, die von der Spanischen Inquisition geführt wurden, führten 1,8 Prozent zu Todesurteilen (826 Personen) und weitere 1,7 Prozent (778 Personen) zur „Verbrennung in effigie“, da die Angeklagten unbekannten Aufenthalts waren. Eine Gesamtzahl der Prozesse bzw. Todesopfer lässt sich nicht ermitteln, da nicht alle Fälle überliefert sind. Schätzungen der Todesopfer der Spanischen Inquisition allein für den Zeitraum 1481–1530 schwanken deshalb zwischen 1.500 und 12.000.
Zu Beginn des 19. Jahrhunderts wurde die Spanische Inquisition sowohl von der Regierung des Königs Joseph Bonaparte als auch von den Cortes von Cádiz abgeschafft. Bei der Wiedereinsetzung Ferdinands VII. wurde sie wieder eingeführt. Am 31. Juli 1826 gab es in Valencia ein letztes Todesurteil der Spanischen Inquisition. Am 15. Juli 1834 wurde die Spanische Inquisition nach 356 Jahren Bestehen unter Isabella II. abgeschafft.

### Portugiesische Inquisition

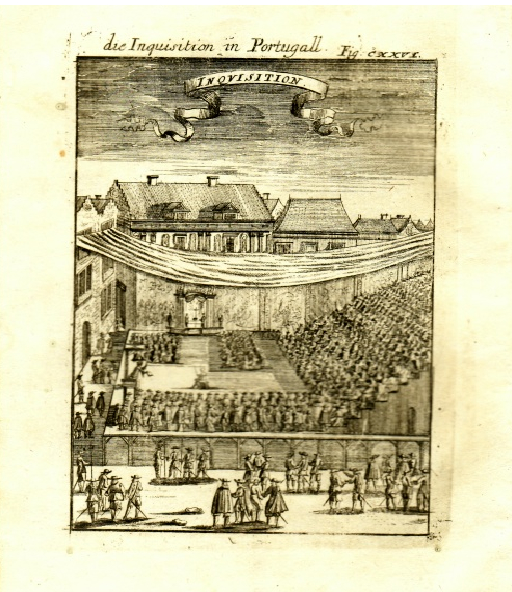
Die Inquisition in Portugal (Kupferstich von 1685)

Seit 1515 versuchte König Manuel I., vom Papst die Genehmigung für die Errichtung einer Inquisitionsbehörde in Portugal zu erlangen. 1536 wurden schließlich mit Erlaubnis Papst Pauls III. drei Inquisitoren für Portugal ernannt und dem König das Recht für die Benennung eines vierten zugestanden. Der portugiesische Inquisitionsrat wurde als Conselho general bezeichnet. Im portugiesischen Mutterland wurden schließlich drei Inquisitionstribunale in Coimbra, in Lissabon und in Évora errichtet und 1560 in Goa ein für Asien zuständiges Tribunal etabliert. Die Portugiesische Inquisition konzentrierte sich in erster Linie auf jüdische Konvertiten (sog. Conversos), in Übersee vor allem auf fremdgläubige Seeleute. Zur Geschichte der Inquisition in Goa siehe unten. In der größten portugiesischen Kolonie, in Brasilien, wurde keine Inquisition eingerichtet. Dort waren die Bischöfe für die Wahrung des Glaubens verantwortlich.
Siehe auch: Marranen → „Cristãos novos“ in Portugal (Einführung der Inquisition)

### Römische Inquisition

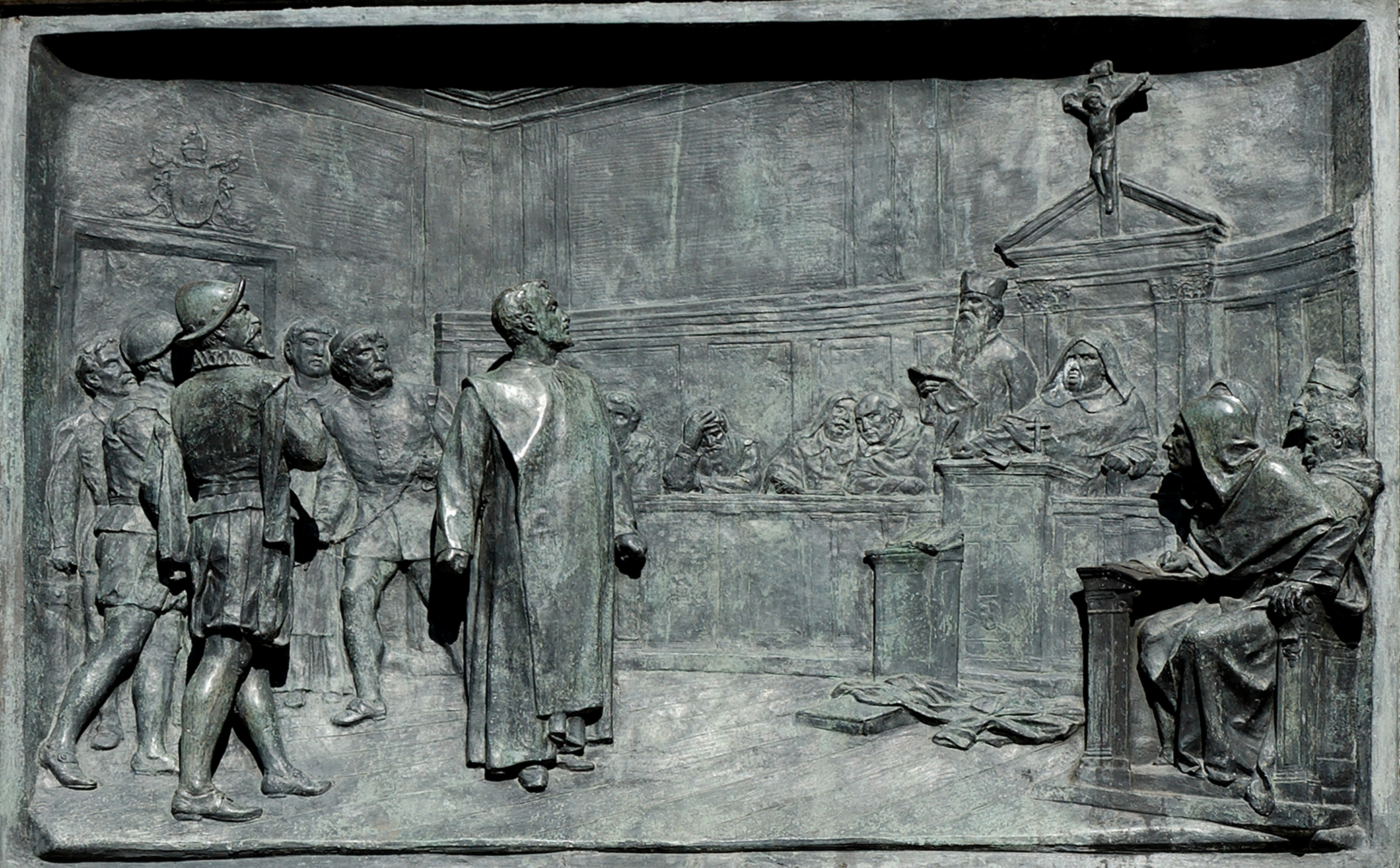
Relief: Giordano Bruno vor der Inquisitionskommission

Die Gründung der Römischen Inquisition (Sacra Congregatio Romanae et universalis Inquisitionis bzw. Congregatio Sancti Officii) wurde durch die Bulle Licet ab initio Papst Pauls III. am 4. Juli 1542 eingeleitet. Hierzu wurde im selben Jahr ein zuständiges Kollegium von sechs Kardinälen ernannt, die als Generalinquisitoren mit Sonderrechten unter anderem zur Ernennung weiterer Inquisitoren ausgestattet waren. Ihre Kompetenzen wurden im 16. Jahrhundert noch weiter ausgedehnt. Die Römische Inquisition konzentrierte sich in erster Linie darauf, das Vordringen des Protestantismus nach Italien zu verhindern. Außer der physischen Verfolgung Verdächtiger, die jedoch im Vergleich zur Spanischen Inquisition in weitaus geringerem Ausmaß zustande kam, ging die Römische Inquisition vor allem gegen Druckwerke vor, die reformatorisches Gedankengut vermittelten. Hierfür wurde ein eigener Index für verbotene Bücher erstellt, der Index Librorum Prohibitorum. Die bekanntesten durch die Römische Inquisition verurteilten Personen sind Giordano Bruno (1600) und Galileo Galilei (1633).
Das Strafmaß war im Vergleich zu allen anderen bisherigen Formen der Inquisition verhältnismäßig moderat und erstreckte sich vom Kirchenbesuch über Pilgerfahrten, das Tragen von Ketzerkreuzen (siehe: Schandmal), Gefängnis (üblicherweise „lebenslänglich“, was aber schon nach drei Jahren zu einer Entlassung führte, wenn der Gefangene Reue zeigte) und, wenn der Beschuldigte nicht abschwören wollte, bis zur Hinrichtung (Verbrennung am Pfahl) durch die weltlichen Behörden. In einigen Fällen, wenn der Beschuldigte gestorben war, bevor das Verfahren eingeleitet werden konnte, konnte es vorkommen, dass der Tote oder seine Überreste exhumiert und verbrannt wurden. Die Hinrichtung oder lebenslange Gefangenschaft war stets mit der Beschlagnahmung des Eigentums des Verurteilten verbunden. Der Ablauf der Inquisitionsverfahren der Römischen Inquisition unterschied sich nicht wesentlich von dem der mittelalterlichen Inquisition.
Mit der Annexion des Kirchenstaats durch Napoleon 1798 wurde die Römische Inquisition abgeschafft. Sie wurde zwar 1814 wieder eingesetzt, besaß jedoch im 19. Jahrhundert einen völlig anderen Charakter, da sie keine Exekutivmittel mehr besaß, sondern nunmehr auf die Macht des Wortes beschränkt war.

### Inquisition gegen Protestanten
Die päpstliche Bulle Pauls III. Licet ab initio vom 4. Juli 1542 gilt nicht nur als Gründungsdokument für die Römische Inquisition (siehe oben), sondern stellt auch einen Versuch des Papstes dar, den Protestantismus mit dem im Mittelalter teilweise recht erfolgreichen Instrument der Inquisition zu bekämpfen. Schon Inquisitor Jakob van Hoogstraten († 1527) verfolgte in Deutschland Protestanten. Sein Amtskollege Peter Titelmans verhandelte in Flandern 1548–1566 gegen Protestanten ca. 1.400 Häresiefälle. Doch seit dem Konzil von Trient versuchte die römisch-katholische Kirche die Gegenreformation verstärkt mit Diplomatie, Missionierung sowie der Zuhilfenahme staatlicher Repressionen voranzutreiben.

## Inquisition und Hexenverfolgung
Die weit verbreitete Annahme, die vor allem im 15.–18. Jahrhundert verübten Hexenverfolgungen gingen hauptsächlich auf das Konto der kirchlichen Inquisition, ist historisch falsch. Die weit überwiegende Anzahl der Hexenprozesse wurde vor weltlichen Gerichten verhandelt. Nach Arnold Angenendt fällte die Inquisition in ihrer Dauer von 317 Jahren lediglich 97 Todesurteile. Parallelen in der Verhandlungsführung bestehen jedoch insofern, als sich auch weltliche Gerichtstribunale zur Hexenverfolgung des juridischen Instruments des Inquisitionsverfahrens samt Folter bedienten. Obwohl der Anteil der Inquisition an der Hexenverfolgung zwar insgesamt gering ist, war sie dennoch daran nicht unbeteiligt.

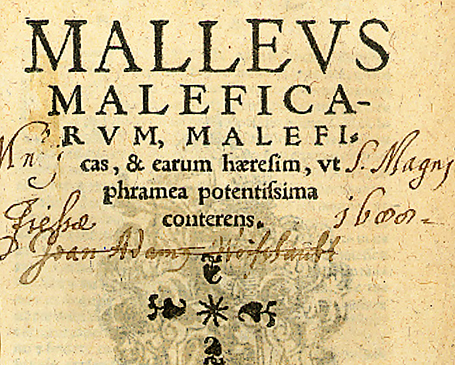
Deckblatt der 7. Kölner Edition des Hexenhammers (1520)

Ein Zusammenhang zwischen Häresie und Hexerei wurde von kirchlicher Seite immer wieder hergestellt: In der Häresie wurde bisweilen ein Werk Satans gesehen, den „in seinem Dienst“ wirkenden Häretikern konnten klischeehaft alle möglichen teuflischen Praktiken, darunter eben auch Magie, angedichtet werden. Ein Beispiel hierfür liefert der von Papst Gregor IX., in dessen Dienst der Inquisitor Konrad von Marburg in Deutschland nach Luziferianern suchte, abgefasste Brief Vox in Rama aus dem Jahr 1233. In diesen Zusammenhang gehört auch der Prozess und die Hinrichtung zweier Frauen, die eine Verehrung der Madonna Oriente in der Oberschicht Mailands behaupteten. Auf dem Konzil von Basel (1431–1449) wurde über eine vermeintliche Hexensekte diskutiert, die zeitgleich am Genfersee aufgedeckt worden war. Von diesem Fall ausgehend, nahm sich die kirchliche Inquisition des Themas an. 1484 bestätigte Papst Innozenz VIII. in seiner Bulle Summis desiderantes affectibus offiziell die Existenz der Hexerei. In den letzten Jahrzehnten des 15. Jahrhunderts wurden von dominikanischen Inquisitoren tatsächlich Hexen verfolgt. Der berühmteste kirchliche Hexenverfolger war Heinrich Kramer (1430–1505), der zu Beginn der 1480er Jahre im Elsass, am Oberrhein und im Bodenseeraum Hexenprozesse führte und nach einer deutlichen Zurückweisung in Innsbruck 1486 den Hexenhammer als Rechtfertigungsschrift veröffentlichte, dem die oben genannte Bulle vorangestellt war. Da die Kirche insbesondere „reuige Ersttäter“ nur milde bestrafte und die Angeklagten vor einem kirchlichen Gericht erheblich größere Überlebenschancen als vor einem zivilen Gericht hatten, zielte Kramer darauf ab, die Hexereiprozesse von der Inquisition auf weltliche Gerichte zu übertragen.
Nach Kramers Tod im Jahre 1505 hörte die Inquisition im Deutschen Reich de facto zu existieren auf. Die großen Hexenverfolgungen fanden in Deutschland erst Jahrzehnte später statt (v. a. 1580er und 1620er Jahre), die Rolle der Inquisition bei der Hexenverfolgung in Deutschland ist daher gering.
Recht zurückhaltend bis ablehnend gegenüber der zeitgenössischen Hexereipanik agierten die Inquisitionsbehörden der Frühen Neuzeit. Im 16. Jahrhundert verfolgte die Spanische Inquisition (im Gegensatz zu den zeitgleich handelnden königlichen Gerichten) nur gelegentlich Hexen und Hexer. Auch von der Römischen Inquisition sind diesbezüglich nur Einzelfälle bekannt.
Der Hexerei Verdächtige, gegen die ein Prozess vor einem kirchlichen Gericht geführt wurde, hatten analog zu einem Häresieprozess die Möglichkeit, durch Abschwörung und Buße härteren Strafen zu entgehen. Bei weltlichen Prozessen gab es diese Möglichkeit nicht.

## Textlegitimationen
Die Inquisition bezog sich bei ihrem Vorgehen stets sowohl auf Bibelstellen, insbesondere auf das Neue Testament, als auch auf Kirchenväter in mittelalterlicher Interpretation, darunter auch auf Augustinus von Hippo, einen der einflussreichsten Theologen und Philosophen der christlichen Spätantike, der die Auffassung vertrat, dass Häretiker mit Gewalt in den Schoß der Kirche zurückgeführt werden könnten und sollten.

### Neues Testament
Das Neue Testament enthält eine Reihe biblischer Urteilssätze, die von der Kirche für den Umgang mit Häretikern ausgelegt werden konnten:
Die Exkommunikation eines Glaubensabweichlers war gleichbedeutend mit dessen Übergabe an den Satan: „Im Namen Jesu, unseres Herrn, wollen wir uns versammeln, ihr und mein Geist, und zusammen mit der Kraft Jesu, unseres Herrn, diesen Menschen dem Satan übergeben zum Verderben seines Fleisches, damit sein Geist am Tag des Herrn gerettet wird“ (1 Kor 5,5 ). Entsprechend konnte auch der Satz des Apostels Paulus verstanden werden, der jene, „die am Glauben Schiffbruch erlitten […] dem Satan übergeben habe, damit sie in Zucht genommen werden und nicht mehr lästern“ (1 Tim 1,20 ). Weniger der Straf- als der Isolationsgedanke spiegelt sich in Paulus’ Ansicht, wenn er meint: „Einen ketzerischen Menschen meide, wenn er einmal und noch einmal ermahnt ist“ (Tit 3,10 ).
Jesus sagt im Johannesevangelium den Abgefallenen im Gleichnis: „Wer nicht in mir bleibt, der wird weggeworfen wie eine Rebe und verdorrt und man sammelt sie und wirft sie ins Feuer und sie müssen brennen“ (Joh 15,6 ). Sinngemäß kann aus diesem Gleichnis das Verbrennen von hartnäckigen Häretikern auf dem Scheiterhaufen als Todesurteil abgeleitet werden. An anderer Stelle wird in einem weiteren Gleichnis ein Knecht von seinem Herrn zu einer Zwangsmaßnahme aufgefordert: „Geh hinaus auf die Landstraßen und an die Zäune und nötige sie hereinzukommen, dass mein Haus voll werde“ (Lk 14,23 ).

### Augustinus

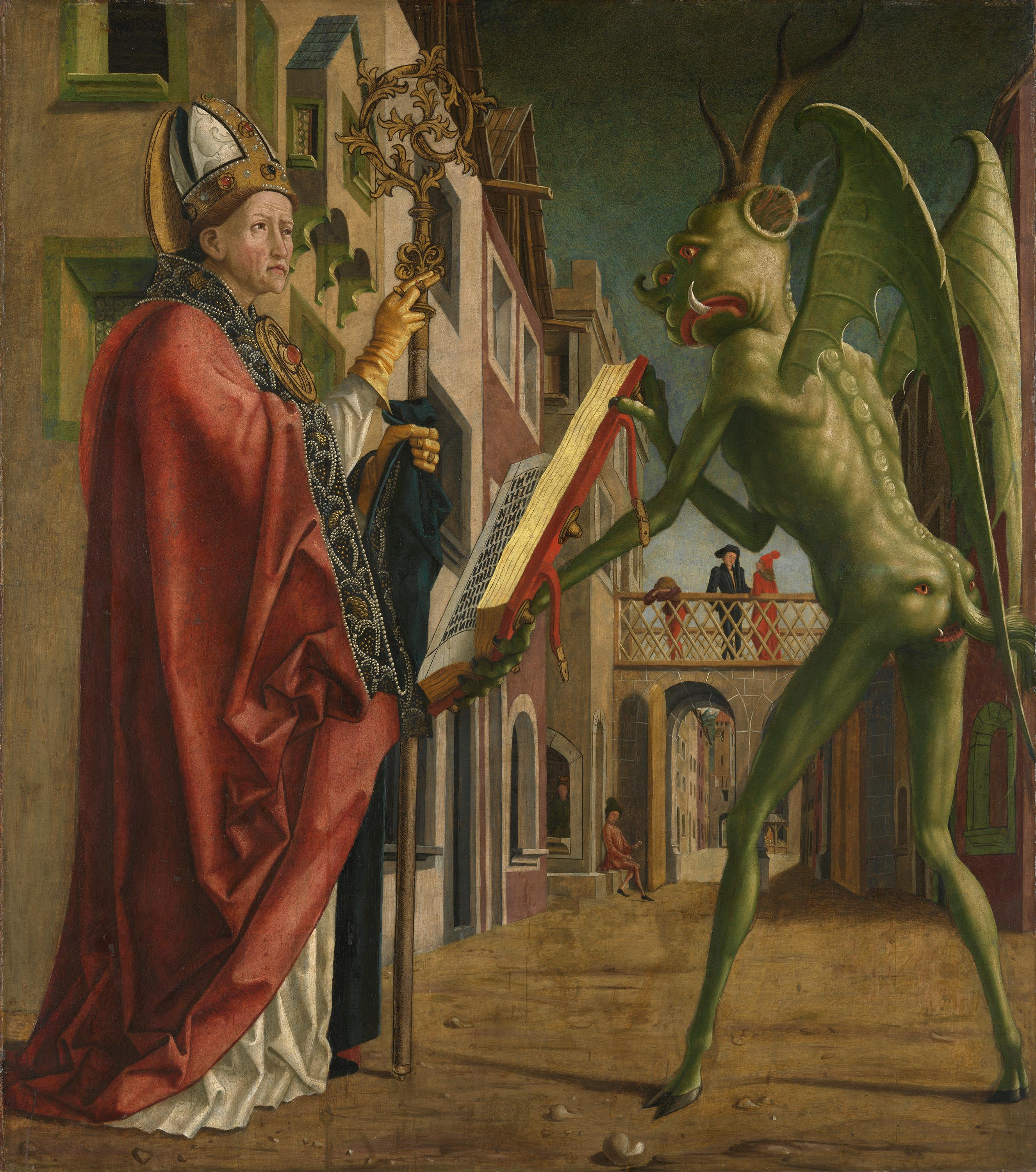
Der heilige Augustinus und der Teufel (Flügelaltarszene, ca. 1430)

Bischof Augustinus von Hippo führte im frühen 5. Jahrhundert in Afrika eine Auseinandersetzung mit der von ihm verurteilten Glaubensgemeinschaft der Donatisten, die sich von der römischen Kirche gelöst hatte. In mehreren Werken forderte er gegenüber Häretikern entweder gemäßigte Strenge oder Maßnahmen der weltlichen Macht bis hin zur Todesstrafe, wenn er Letztere auch nicht als wünschenswert sah: Corrigi eos volumus, non necari, nec disciplinam circa eos negligi volumus, nec suppliciis quibus digni sunt exerceri (Ep. c, n. 1): „Wir möchten sie verbessert haben, nicht getötet; wir wünschen uns den Triumph der Kirchenzucht, nicht den Tod, den sie verdienen.“

### Thomas von Aquin
Der bedeutende Theologe Thomas von Aquin lieferte den theoretischen Unterbau für die mittelalterliche Inquisition. Für Häretiker forderte er in seiner Summa theologica die Exkommunikation und die Todesstrafe. Von ihm stammt der Satz: „Accipere fidem est voluntatis, sed tenere fidem iam acceptam est necessitatis (Die Annahme des Glaubens ist freiwillig, den angenommenen Glauben beizubehalten notwendig).“

## Lokalgeschichte
Im Folgenden wird die Geschichte der Inquisition an unterschiedlichen Einzelschauplätzen dargestellt.

### Inquisition in Goa
Der portugiesische König Johann III. setzte sich seit 1540 für die Missionierung Indiens ein, welche in Goa ihren Ausgangspunkt hatte. Um die Reinheit des Glaubens zu bewahren, bat der Jesuit Francisco de Xavier 1545 darum, die Inquisition nach Goa zu schicken.
Einige Opfer waren auch neubekehrte Portugiesen, die nach Einführung der Inquisition in Portugal nach Goa ausgewandert waren. Eines der prominentesten war der Pionier der Tropenmedizin und Leibarzt von mehreren Gouverneuren Garcia de Orta. Er wurde postum wegen geheimer Ausübung des jüdischen Glaubens verurteilt. Seine Gebeine wurden 1580 öffentlich verbrannt.
Von Charles Dallon wird die „Inquisition von Goa“ in einem Buch von 1688 ausführlicher beschrieben, dass Prozesse teilweise aus Habgier gemacht wurden:
Die kleine Kisten / worin die Gebeine deren eingeschlossen waren / so gestorben / und denen man ihren Prozeß vor oder nach Ihrem Tod Zeit ihrer Gefangenschaft gemacht / damit man zur Einziehung ihrer Güter gelangen möchte / waren auch schwarz angestrichen und mit Teuflen und Flammen bemahlet.

Das Gefängnis von Goa wird als „finsterer (…) schrecklicher Ort“ beschrieben. Die Inquisition in Goa wurde 1774 durch den portugiesischen Minister Marquês de Pombal vorübergehend beendet. Nach dem Sturz Pombals wurde sie wieder eingeführt. Endgültig abgeschafft wurde die Inquisition erst im Jahre 1812.

### Inquisition in Venedig
Infolge seiner historischen Sonderstellung in Italien war die kirchliche Glaubensgerichtsbarkeit in Venedig bis 1797 von der Genehmigung des Dogen abhängig und unterstand einer speziellen Aufsicht durch venezianische Behörden. Diese Sonderstellung galt allerdings nicht für die venezianischen Festlandsgebiete, die Terraferma, venezianische Behörden drängten aber auch hier oft darauf, eher Milde walten zu lassen.
Wie überall war es auch in Venedig zunächst Sache der Bischöfe, Abweichungen vom rechten Glauben zu verfolgen. Die Glaubensgerichtsbarkeit konnte in Venedig nur nach Genehmigung des Dogen, die für jeden Einzelfall erforderlich war, tätig werden. In der Dogenpromission von 1249 wurde die Häretikerverfolgung unter der einschränkenden Bedingung anerkannt, dass sowohl die Einleitung eines Verfahrens durch den Bischof bzw. Patriarchen wie auch das Urteil von der Zustimmung des Dogen, des Kleinen Rates und des Großen Rates abhängig war. Erst nach längeren Verhandlungen erreichte die Kurie am 28. August 1289, dass das kirchliche Inquisitionstribunal in Venedig aus dem Nuntius, dem Bischof und einem weiteren Geistlichen besteht und die beiden Letzteren dieses Amt ohne Bestätigung des Dogen nicht ausüben durften. Vergleichbares galt für die venezianischen Besitzungen außerhalb der Stadt. Jedes Verfahren bedurfte der ausdrücklichen Zustimmung des Dogen, und die von ihm eingesetzten Aufseher (Savi contro l’Ecclesia) hatten die Glaubensreinheit, den Schutz des venezianischen Eigentums und die Rechte der Regierung in Einklang zu bringen. Sie hatten die Möglichkeit, ein Verfahren auszusetzen oder ein Urteil zu kassieren. Wenn sie bei einem Prozess nicht anwesend waren, war er nichtig. Die Religionsgerichtsbarkeit wurde spätestens am 20. September 1335 dem Patriarchen entzogen und vom Großen Rat ein Blasphemiemagistrat (Sapientes haeresiarum) gewählt.
Häufig widersetzte sich Venedig der kirchlichen Inquisition, lieferte Beschuldigte nicht aus oder verweigerte die Vollstreckung von Urteilen. Es gibt zahlreiche Beispiele, dass sich „die venezianischen Behörden […] in der Regel nicht direkt gegen ein Vorgehen von kirchlichen Stellen gegen unter Verdacht stehende Personen“ stellten, „jedoch verzögernd und abmildernd in den Gang des Verfahrens ein[griffen]“.
Die große Toleranz Venedigs in Glaubensfragen wird besonders deutlich bei der Auseinandersetzung mit dem Protestantismus. 1521 wurde zwar zum Osterfest die Bannbulle Decet Romanum Pontificem Papst Leos X. verlesen, der im gleichen Jahr eingesetzte Magistrato sopra i monasteri diente aber mehr der Überwachung der Klöster als der der Häretiker. Als im gleichen Jahr zwei Padre inquisitori im venezianischen Valcamonica Hexenjagden veranstalten wollten, wurde angeordnet, dass diese durch zwei Dottori laici zu überwachen seien, die Folter nicht angewandt werden dürfe und die Ergebnisse der Verfahren dem venezianischen Rettore von Brescia zur Überprüfung vorzulegen seien: „Man muß in Betracht ziehen, daß jene armen Leute von Valcamonica einfache Menschen mit wenig Verstand sind und daß sie viel eher Prediger mit guter Unterweisung im katholischen Glauben bräuchten als Verfolger.“ Das Ansinnen Kaiser Karls V. im Jahre 1530, den Protestantismus zu verfolgen, wies Venedig mit dem Hinweis auf seine Freiheit zurück. Auf die 1545 aus Rom ergangene Forderung, die häretischen Bücher innerhalb von acht Tagen abzuliefern, entgegnete man, dass es Sache der weltlichen und nicht der kirchlichen Behörden sei, zu entscheiden, welche Schriften verboten werden müssen. Am 22. April 1547 erklärte jedoch der Doge Francesco Donà per Dekret die Wirksamkeit der kirchlichen Inquisition in Venedig, und im Folgejahr wurden auf Scheiterhaufen inkriminierte Bücher verbrannt. 1549 veröffentlichte der Nuntius Giovanni Della Casa einen Katalog verbotener Bücher. Er wurde heftig befehdet. Die Festlegung des Rats der Zehn vom November 1550, dass bei Glaubensgerichten stets ein Staatsvertreter anwesend sein müsse, erscheint wie eine Antwort darauf, wurde jedenfalls in Rom so aufgefasst. Die gegen diese Festlegung des Zehnerrates gerichtete päpstliche Bulle aus dem Jahre 1551 war völlig wirkungslos. Als der Nuntius Bischof Berlingherio Gessi von Rimini sich 1607 beklagte, dass sich in bestimmten Wirtshäusern Protestanten versammelten, entgegnete der Doge, diese seien schließlich zur Erholung da, und einige Senatoren hätten dazu gelacht.
Im 16. Jahrhundert wurden 803, im 17. Jahrhundert 125 Inquisitionsverfahren gegen Lutheraner in Venedig geführt, also ca. 8–13 pro Jahr. 14 Todesurteile durch Ertränken wurden in Venedig gegen Häretiker ausgesprochen und vier Todesurteile gegen Venezianer in Rom, darunter Giordano Bruno.
Nach der erzwungenen Selbstauflösung der Republik Venedig setzte Napoléon 1797 eine Gewissenspolizei ein, die insbesondere die politischen Vorstellungen der Venezianer, ihre Sitten und Vorlieben erforschen sollte. Der geforderte Bericht wurde allerdings niemals fertiggestellt. Napoléon, der den Venezianern vorgeblich Freiheit von adliger und klerikaler Tyrannei bringen wollte, ließ am 29. April 1807 von sogenannten Padri Inquisitori konfiszierte Bücher verbrennen.
Die kirchliche Glaubensgerichtsbarkeit ist nicht zu verwechseln mit der venezianischen Staatsinquisition, die insbesondere in französischen Darstellungen als blutrünstiges Monster verleumdet wird.

## Gegenwart

### Offizielles Ende der Inquisition
1908 wurde die Römische Inquisition als Organ des Vatikans von Pius X. umbenannt in Sacra congregatio Romanae et universalis Inquisitionis seu Sancti Officii oder kurz Sanctum Officium. Diese Kongregation wurde zum Aufsichtsorgan der lokalen Inquisitionen. Der Papst selbst trug den Titel Präfekt, nahm aber keine Tätigkeit wahr. Stattdessen ernannte er einen Kardinal zum Sekretär. Letzter Sekretär des Sanctum Officium war der zu seiner Amtszeit (ab 7. November 1959) von einigen Theologen gefürchtete Kirchenjurist und Kardinal Alfredo Ottaviani.
Papst Paul VI. restrukturierte 1965 im Rahmen einer Kurienreform auch dieses Dikasterium. Es verlor seine Sonderstellung als oberste Kongregation (lateinisch suprema congregatio) und wurde in „Kongregation für die Glaubenslehre“ (= doctrina fidei) umbenannt (Abk. CDF). Präfekt ist seitdem nicht mehr der Papst selbst, sondern – wie bei allen anderen Kongregationen auch – ein Kurienkardinal, zuerst Ottaviani, von Januar 1968 bis November 1981 der Kroate Franjo Šeper. Der dritte Präfekt war Joseph Kardinal Ratzinger, 2005–2013 Papst Benedikt XVI. Seit dem 2. Juli 2017 ist Erzbischof Luis Ladaria Präfekt der Kongregation.
Mit Inkrafttreten der Apostolischen Konstitution Praedicate Evangelium am 5. Juni 2022 erhielt sie die Bezeichnung „Dikasterium für die Glaubenslehre“ (“Dicastero per la Dottrina della Fede”).

### Dominikaner und Inquisition heute
Im Jahr 2000 veröffentlichte das Provinzkapitel der Dominikanerprovinz Teutonia, der auch Inquisitoren wie Heinrich Institoris angehörten, folgende Erklärung:

„Deutsche Dominikaner waren nicht nur in die Inquisition verstrickt, sondern haben sich aktiv und umfangreich an ihr beteiligt. Historisch gesichert ist die Mitwirkung an bischöflichen Inquisitionen und an der römischen Inquisition. Unabhängig von den vielleicht manchmal nachvollziehbaren historischen Gründen für die Mitwirkung erkennen wir heute die verheerenden Folgen dieses Tuns unserer Brüder. Wir empfinden dies als ein dunkles und bedrückendes Kapitel unserer Geschichte. Dies gilt in gleicher Weise für die nachgewiesene Beteiligung des deutschen Dominikaners Heinrich Institoris an der Hexenverfolgung. Durch das Verfassen des ‚Hexenhammers‘ (Malleus Maleficarum) unterstützte und förderte er die menschenverachtende Praxis der Hexenverfolgung. Folter, Verstümmelung und Tötung haben unendliches Leid über zahllose Menschen gebracht; deutsche Dominikaner haben dazu, neben anderen, die Voraussetzung geschaffen. Die Geschichte dieser Opfer – namenlos und vergessen – können wir nicht ungeschehen machen. Wiedergutmachung ist unmöglich. Uns bleibt die Verpflichtung zur Erinnerung. Wir wissen, dass der Geist von Inquisition und Hexenverfolgung – Diskriminierung, Ausgrenzung und Vernichtung Andersdenkender – auch heute latent oder offen in Kirche und Gesellschaft, unter Christen und Nicht-Christen lebendig ist. Dem entgegenzutreten und sich für eine umfassende Respektierung der Rechte aller Menschen einzusetzen, ist unsere Verpflichtung, die wir Dominikaner den Opfern von Inquisition und Hexenverfolgung schulden. Das Provinzkapitel fordert alle Brüder unserer Provinz auf, unsere dominikanische Beteiligung an Inquisition und Hexenverfolgung zum Thema in Predigt und Verkündigung zu machen.“

## Vergleich mit Schauprozessen der Neuzeit
Historiker sehen Parallelen des Inquisitionsverfahrens zu Schauprozessen der Neuzeit in der Sowjetunion und der Volksrepublik China. In der Totalitarismusforschung gilt die vormoderne Inquisition als Vorläufer und Modell für moderne Repressionssysteme.
1936–1938 kam es bei den stalinistischen Moskauer Schauprozessen zu inszenierten öffentlichen Schuldbekenntnissen führender Bolschewiki, engster Gefährten Lenins. Historiker der Spanischen und Römischen Inquisition sehen Parallelen zu diesen stalinistischen Verfahren der Inszenierung von öffentlichen Geständnisprozeduren. Escandell verweist auf die totalitären Merkmale, die die Spanische Inquisition in ihrem System der totalen Kontrolle ausgeübt habe. Insbesondere die NKWD-Praktiken der erpressten Geständnisse werden angesprochen. Henningsen zieht Parallelen zur „Gedankenreform“ der KP Chinas, die im Westen auch als „Gehirnwäsche“ bezeichnet wird. Auch Riegel verweist in seiner Analyse der maoistischen „Gedankenreform“ (sixiang gaizao) auf strukturelle Analogien zwischen der römischen und maoistischen Kontroll- und Inquisitionspraxis, welche natürlich in unterschiedlichen historischen Kontexten verankert sind.
In den klassischen Theorien totalitärer Herrschaft wird die vormoderne Inquisition als Vorläufer und Modell für moderne Repressionssysteme betrachtet. In seiner Analyse der Moskauer Schauprozesse verweist Riegel auf die zentrale Bedeutung von öffentlichen Geständnisritualen, die für beide Inquisitionssysteme eine zentrale Bedeutung besitzen. Es geht um die moralische Diskreditierung von Häretikern, die in beiden Glaubenssystemen den Bestand an Sakralwahrheiten bedrohen. Das wichtigste Vehikel für die angestrebte moralische Diskreditierung dieser häretischen Abweichungen ist das öffentliche Geständnis der Verfehlung durch die angeklagten Häretiker und ihr Einverständnis für die Inszenierung ihrer öffentlichen Bloßstellung und dauerhaften Stigmatisierung. Schließlich, so Riegel, bedient sich die römische wie die stalinistische Anstaltskirche in beiden Inquisitionssystemen dieser öffentlichen Tribunale, um ihre Universalkompetenz in Glaubensfragen zu legitimieren. Wichtig erscheint allerdings zu betonen, dass die vormodernen Inquisitionsprozeduren, insbesondere die Tortur, als legitimes Mittel zur Geständnisproduktion galten, welche die Willkür der zuvor praktizierten Gottesurteile ablösen sollten.

### Bibliographie
- Emil van der Vekene: Bibliotheca bibliographica historiae sanctae inquisitionis (Bibliographisches Verzeichnis des gedruckten Schrifttums zur Geschichte und Literatur der Inquisition). Bände 1–3. Topos, Vaduz 1982–1992, ISBN 3-289-00578-X.

### Überblickswerke
- Das Buch der Inquisition. Das Originalhandbuch des Inquisitors Bernard Gui. Aus dem Lateinischen von Manfred Pawlik, eingeführt und herausgegeben von Petra Seifert. Pattloch, Augsburg 1999, ISBN 3-629-00855-0.
- Laurent Albaret: L’Inquisition: rempart de la foi. Gallimard, Paris 1998, ISBN 2-07-053458-8.
- Dietrich Kurze: Anfänge der Inquisition in Deutschland. In: Peter Segl (Hrsg.): Die Anfänge der Inquisition im Mittelalter. Mit einem Ausblick auf das 20. Jahrhundert und einem Beitrag über religiöse Intoleranz im nichtchristlichen Bereich (= Bayreuther Historische Kolloquien. 7). Böhlau, Köln [u. a.] 1993, ISBN 3-412-03392-8, S. 131–194.
- Henry Charles Lea: Geschichte der Inquisition im Mittelalter. Band 1–3, Eichborn, Frankfurt am Main 1997, ISBN 3-8289-0375-4 [Nachdruck der Ausg. v. 1905].[70][71]
- Henry Charles Lea: Die Inquisition (Repr.). Eichborn, Frankfurt am Main 1992, ISBN 3-8218-4424-8.
- Henri Maisonneuve: L’Inquisition. Desclée [u. a.], Paris 1989, ISBN 2-7189-0418-6.
- Jörg Oberste: Ketzerei und Inquisition im Mittelalter (= Geschichte kompakt). Wissenschaftliche Buchgesellschaft, Darmstadt 2007, ISBN 978-3-534-15576-7.
- Gerd Schwerhoff: Die Inquisition: Ketzerverfolgung in Mittelalter und Neuzeit. C. H. Beck, München 2004, ISBN 978-3-406-50840-0.
- Peter Segl (Hrsg.): Die Anfänge der Inquisition im Mittelalter. Mit einem Ausblick auf das 20. Jahrhundert und einem Beitrag über religiöse Intoleranz im nichtchristlichen Bereich (= Bayreuther Historische Kolloquien. 7). Böhlau, Köln [u. a.] 1993, ISBN 3-412-03392-8, S. 1–28 (s. a. Winfried Trusen, ebd., S. 39–76).
- Hans Conrad Zander: Kurzgefasste Verteidigung der heiligen Inquisition. Gütersloher Verlagshaus, Gütersloh 2007, ISBN 978-3-579-06952-4.

### Römische und Spanische Inquisition
- Peter Godman: Die geheime Inquisition: aus den verbotenen Archiven des Vatikans. 3. Auflage. List, München 2001, ISBN 3-471-79418-2.
- Samuel G. Goodrich (Hrsg.): Records of the Spanish inquisition: translated from the original manuscripts. Goodrich, Boston 1828 (archive.org).
- Gustav Henningsen: The Database of the Spanish Inquisition. The “relaciones de causas”-project revisited. In: Heinz Mohnhaupt, Dieter Simon (Hrsg.): Vorträge zur Justizforschung. Geschichte und Theorie. Bd. 2, Rechtsprechung (= Materialien und Studien. 7). Klostermann, Frankfurt am Main 1993, ISBN 3-465-02627-6.
- Fritz Heymann: Tod oder Taufe: Vertreibung der Juden aus Spanien und Portugal. Jüdischer Verlag, Frankfurt am Main 1992, ISBN 3-633-54070-9.
- Henry Kamen: The Spanish Inquisition. Weidenfeld, London 1965, deutsch unter dem Titel Die Spanische Inquisition. Ruetten & Loening, München 1967 (Taschenbuchausgabe dtv 1969 und 1980), zahlr. Neuauflagen und Übersetzungen.
- Henry Kamen: The Spanish Inquisition. A Historical Revision. Yale U.P., New Haven 1998.
- Herman H. Schwedt: Die Anfänge der Römischen Inquisition. Kardinäle und Konsultoren 1542 bis 1600 (= Römische Quartalschrift für Christliche Altertumskunde und Kirchengeschichte. Supplementband 62). Herder, Freiburg/Basel/Wien 2013, ISBN 978-3-451-27144-1.
- Herman H. Schwedt: Die Römische Inquisition. Kardinäle und Konsultoren 1601 bis 1700 (= Römische Quartalschrift für Christliche Altertumskunde und Kirchengeschichte. Supplementband 64). Herder, Freiburg/Basel/Wien 2017, ISBN 978-3-451-34867-9.
- Hubert Wolf (Hrsg.): Römische Inquisition und Indexkongregation: Grundlagenforschung: 1814–1917. 7 Bände. Schöningh, Paderborn [u. a.] 2005–2007, ISBN 3-506-72950-0.
- Hubert Wolf (Hrsg.): Römische Inquisition und Indexkongregation: Grundlagenforschung: 1701–1813. 6 Bände. Schöningh, Paderborn [u. a.] 2009–2010, ISBN 978-3-506-76833-9.

### Inquisition als Mythos und Verbrechen
- Josif R. Grigulevič: Ketzer – Hexen – Inquisitoren (= Unerwünschte Bücher zur Kirchengeschichte, Band 1). 2. Auflage. Ahriman, Freiburg im Breisgau 2000, ISBN 3-89484-500-7.
- Michael Hesemann: Die Dunkelmänner. Mythen, Lügen und Legenden um die Kirchengeschichte. Sankt-Ulrich, Augsburg 2007, ISBN 3-86744-016-6.
- Friedrich Merzbacher: Die Hexenprozesse in Franken (= Schriftenreihe zur bayerischen Landesgeschichte. Band 56). 1957; 2., erweiterte Auflage: C. H. Beck, München 1970, ISBN 3-406-01982-X, insbesondere S. 16–20 (Die Ketzerverfolgungen des 12. und 13. Jahrhunderts).

### Einzeluntersuchungen
- Arnold Angenendt: Toleranz und Gewalt. Das Christentum zwischen Bibel und Schwert. Aschendorff, Münster/Westfalen 2007, ISBN 3-402-00215-9, S. 232–371.
- Matthias Benad: Domus und Religion in Montaillou. Katholische Kirche und Katharismus im Überlebenskampf der Familie des Pfarrers Petrus Clerici am Anfang des 14. Jahrhunderts. Habilitationsschrift. Universität Frankfurt am Main 1987. Spätmittelalter und Reformation. Neue Reihe, 1. Mohr, Tübingen 1990, ISBN 3-16-145562-2.
- Riccardo Calimani: Die Kaufleute von Venedig. Die Geschichte der Juden in der Löwenrepublik. Düsseldorf 1988, München 1990.
- Rainer Decker: Die Päpste und die Hexen. Aus den geheimen Akten der Inquisition. 2. Auflage. Primus, Darmstadt 2013, ISBN 978-3-86312-052-8.
- Ludwig Theodor Elze: Geschichte der protestantischen Bewegungen und der deutschen evangelischen Gemeinde in Venedig. Bielefeld 1883, Reprint o. O./o. J. (2010).
- Carlo Ginzburg: Der Käse und die Würmer. Die Welt eines Müllers um 1600. Syndikat, Frankfurt am Main 1979, ISBN 3-8108-0118-6.
- Herbert Grundmann: Neue Beiträge zur Geschichte der religiösen Bewegungen im Mittelalter. In: Herbert Grundmann: Ausgewählte Aufsätze. Band 1: Monumenta Germaniae Historica. Schriften 25/1, Stuttgart 1976.
- Herbert Grundmann: Religiöse Bewegungen im Mittelalter. Untersuchungen über die geschichtlichen Zusammenhänge zwischen der Ketzerei, den Bettelorden und der religiösen Frauenbewegung im 12. und 13. Jahrhundert und über die geschichtlichen Grundlagen der deutschen Mystik (= Historische Studien. 267). Wissenschaftliche Buchgesellschaft, Darmstadt 1977 (= Ebering, Berlin 1935).
- Herman Haupt: Waldenserthum und Inquisition im südöstlichen Deutschland bis zur Mitte des 14. Jahrhunderts. In: Deutsche Zeitschrift für Geschichtswissenschaft. 1, 1889, S. 285–330.
- Herman Haupt: Waldenserthum und Inquisition im südöstlichen Deutschland seit der Mitte des 14. Jahrhunderts. In: Deutsche Zeitschrift für Geschichtswissenschaft. 3, 1890, S. 337–401.
- Franz Ilwof: Die Waldenser in Österreich. In: Österreichisch-Ungarische Revue. 12, 1892, S. 81–93.
- Emmanuel Le Roy Ladurie: Montaillou. Ein Dorf vor dem Inquisitor 1294–1324. Propyläen, Frankfurt am Main/Berlin/Wien 1980, ISBN 3-549-07390-9.
- Malcom Lambert: Geschichte der Katharer. Aufstieg und Fall der großen Ketzerbewegung. Wissenschaftliche Buchgesellschaft, Darmstadt 2001.
- Malcom Lambert: Ketzerei im Mittelalter. Häresien von Bogumil bis Hus. Bechtermünz, Augsburg 2004, ISBN 3-8289-4886-3.
- Werner Maleczek: Die Ketzerverfolgung im österreichischen Hoch- und Spätmittelalter. In: Erich Zöllner (Hrsg.): Wellen der Verfolgung in der österreichischen Geschichte. In: Schriften des Institutes für Österreichkunde. Band 48, Wien 1986, S. 18–39.
- Johann Martinu: Die Waldesier und die husitische Reformation in Böhmen. Wien (u. a.) 1910.
- Amadeo Molnár: Die Waldenser. Geschichte und europäisches Ausmaß einer Ketzerbewegung. Herder/Freiburg im Breisgau/Basel/Wien 1994, ISBN 3-451-04233-9 (= Vandenhoeck & Ruprecht, Göttingen 1980, ISBN 3-525-55373-0).
- Jörg Oberste: Der „Kreuzzug“ gegen die Albigenser. Ketzerei und Machtpolitik im Mittelalter. Wissenschaftliche Buchgesellschaft, Darmstadt 2003.
- Jörg Oberste: Krieg gegen Ketzer? Die „defensores“, „receptatores“ und „fautores“ von Ketzern und die „principes catholici“ in der kirchlichen Rechtfertigung des Albigenserkriegs. In: Andreas Holzem (Hrsg.): Kriegserfahrung im Christentum. Religiöse Gewalttheorien in der Geschichte des Westens. Krieg in der Geschichte. Schöningh, Paderborn u. a. 2009.
- Stefan Oswald: Die Inquisition, die Lebenden und die Toten. Venedigs deutsche Protestanten. Sigmaringen 1989.
- Alexander Patschovsky: Die Anfänge einer ständigen Inquisition in Böhmen. Ein Prager Inquisitoren-Handbuch aus der ersten Hälfte des 14. Jahrhunderts. Beiträge zur Geschichte und Quellenkunde des Mittelalters, 3, de Gruyter, Berlin u. a. 1975, ISBN 3-11-004404-8.
- Alexander Patschovsky: Ketzer und Ketzerverfolgung in Böhmen im Jahrhundert vor Hus. In: Geschichte in Wissenschaft und Unterricht. 32, 1981, S. 261–272 (online (Memento vom 11. Februar 2009 im Internet Archive)).
- Sascha Ragg: Ketzer und Recht. Die weltliche Ketzergesetzgebung des Hochmittelalters unter dem Einfluß des römischen und kanonischen Rechts. MGH, Studien und Texte 37, Hannover 2006.
- G. Rein: Paolo Sarpi und die Protestanten. Ein Beitrag zur Geschichte der Reformationsbewegung in Venedig im Anfang des siebzehnten Jahrhunderts. Helsingfors 1904, Reprint o. O./o. J (2010).
- Saverio Ricci: Il Sommo Inquisitore. Giulio Antonio Santori tra autobiografia e storia (1532–1602). Salerno/Rom 2002, ISBN 88-8402-393-9.
- Benjamin Scheller: Die Bettelorden und die Juden. Mission, Inquisition und Konversion im Südwesteuropa des 13. Jahrhunderts: ein Vergleich. In: Wolfgang Huschner, Frank Rexroth (Hrsg.): Gestiftete Zukunft im mittelalterlichen Europa. Festschrift für Michael Borgolte zum 60. Geburtstag. Akademie, Berlin 2008, S. 89–122.
- Peter Segl: Häresie und Inquisition im Bistum Passau im 13. und beginnenden 14. Jahrhundert. In: Ostbairische Grenzmarken. 23, 1981, S. 45–65.
- Peter Segl: Ketzer in Österreich. Untersuchungen über Häresie und Inquisition im Herzogtum Österreich im 13. und beginnenden 14. Jahrhundert. Quellen und Forschungen aus dem Gebiet der Geschichte, 5, Schöningh/Paderborn u. a. 1984.
- Gerhard Söllbach (Hrsg.): Pierre des Vaux de Cernay: Kreuzzug gegen die Albigenser. Zürich 1997.
- Marion Steinbach: Juden in Venedig 1516–1797. Zwischen Isolation und Integration. Frankfurt 1992.
- Eric W. Steinhauer: Von der Inquisition zur Lehrbeanstandung: ein historischer Rückblick. In: Reimund Haas, Eric W. Steinhauer (Hrsg.): „Die Hand des Herrn hat diesen Weinberg angelegt und ihn gepflegt“: Festgabe für Karl Josef Rivinius SVD. Monsenstein und Vannerdat, Münster 2006, S. [289]–305 (Volltext).
- Winfried Trusen: Der Inquisitionsprozess. Seine historischen Grundlagen und frühen Formen. In: Zeitschrift der Savigny-Stiftung für Rechtsgeschichte. Kanonistische Abteilung. 74, 1988, S. 168–230.